# Reino Unido en la Primera Guerra Mundial

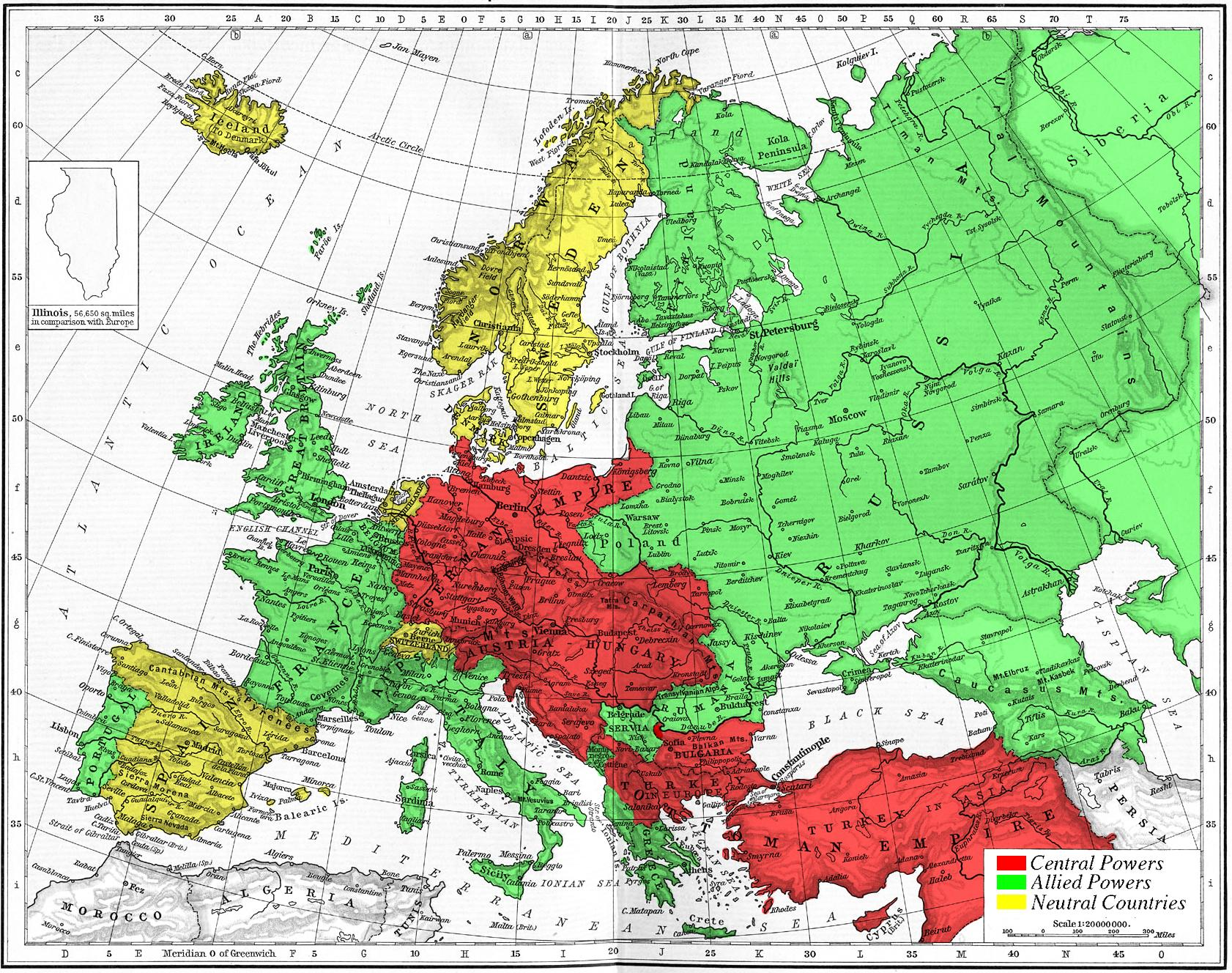
Europa en 1914.

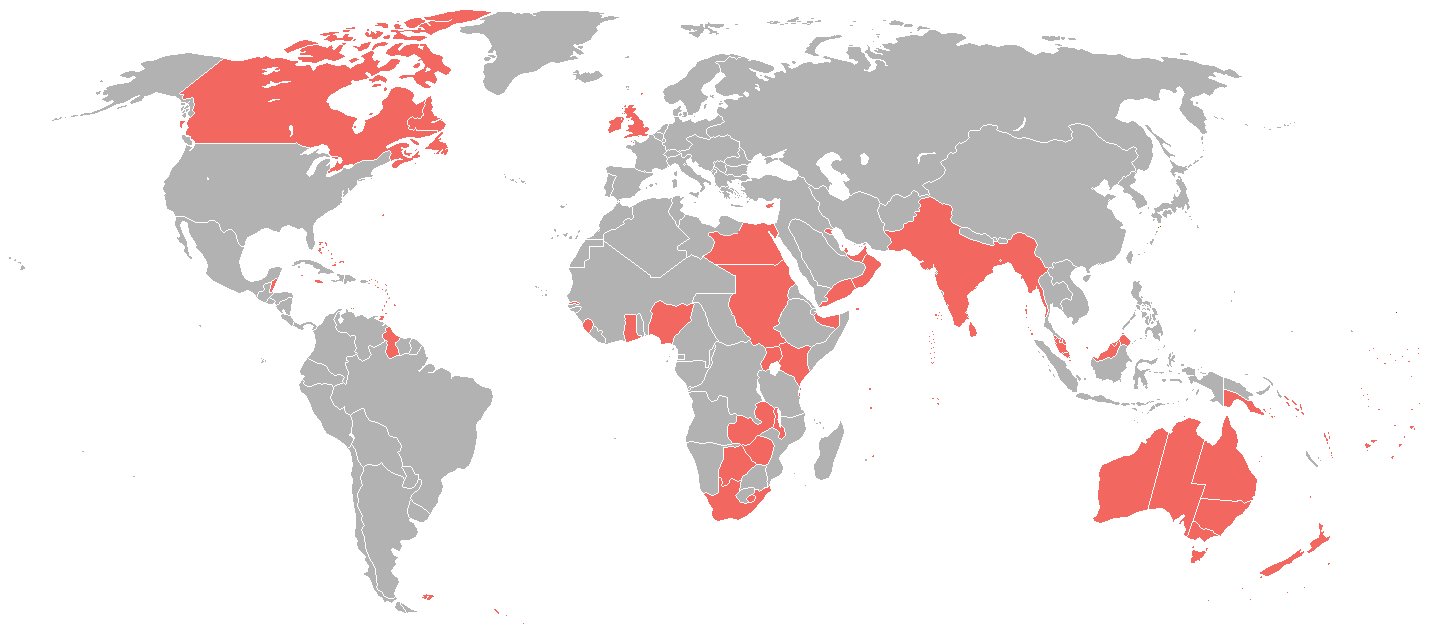
El imperio británico en 1898.

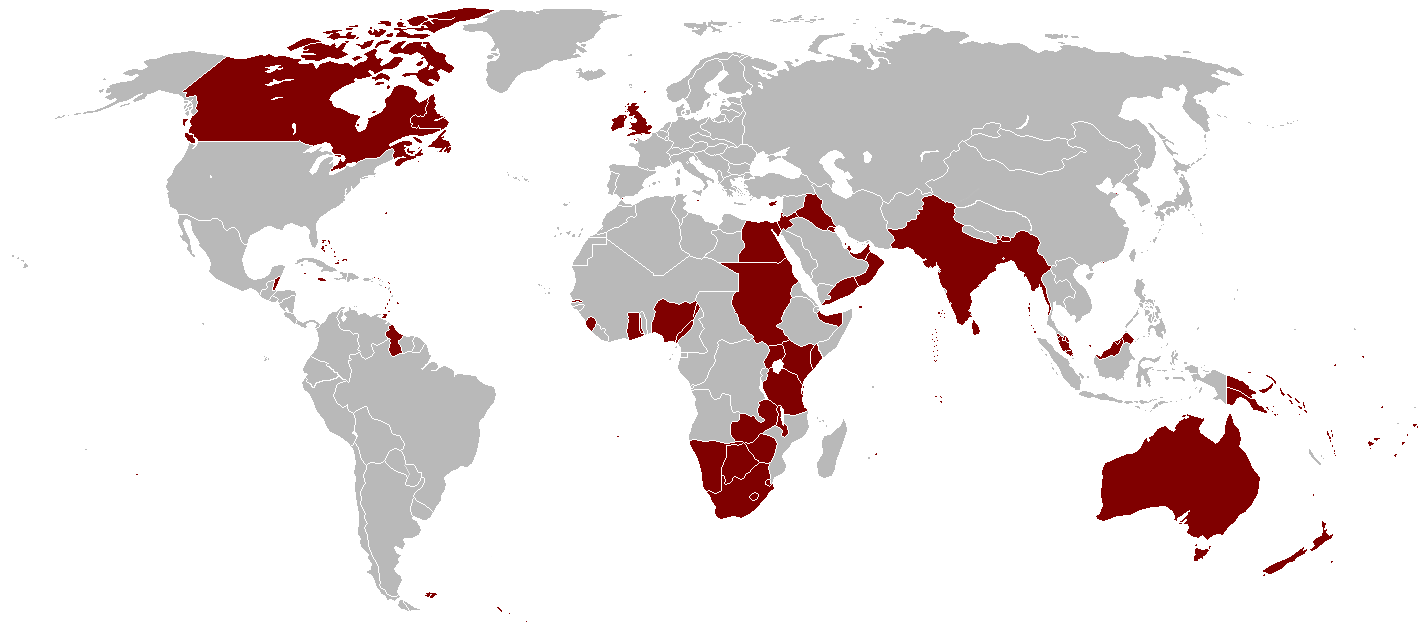
El imperio británico en 1921.

El Reino Unido —que en ese entonces consistía en Inglaterra, Escocia, Gales y toda Irlanda— fue uno de los Aliados de la Primera Guerra Mundial (1914 a 1918), bando que se opuso a las Potencias Centrales (Imperio alemán, Imperio austrohúngaro, Imperio Otomano y Reino de Bulgaria). Las fuerzas armadas del Estado fueron reorganizadas —la guerra marcó la creación de la Fuerza Aérea Real, por ejemplo—, e incrementó el tamaño de las Fuerzas Armadas, debido a la introducción del alistamiento forzoso en enero de 1916, por primera vez en la historia del Reino Unido así como el incremento de un ejército de voluntarios que era el más numeroso de la historia, conocido como la armada de Kitchener, de más de 2 millones de hombres. El estallido de la guerra se ha considerado comúnmente como un evento que produjo una mayor uniformidad social, aunque este punto de vista se ha puesto en duda en investigaciones recientes. En todo caso, las reacciones de la población del Reino Unido en 1914 fueron similares a las de otras poblaciones a lo largo de Europa.
En el inicio de la guerra hubo ciertos disturbios domésticos en Gran Bretaña (algunos movimientos de obreros y sufragistas, principalmente  en Irlanda). Una gran parte de la población se posicionó con rapidez detrás del gobierno. Se hicieron sacrificios significativos con la intención de derrotar a los enemigos del Imperio; aquellos que no podían luchar contribuyeron en causas humanitarias y filantrópicas. 
Ante el temor de la escasez de comida y de mano de obra, el gobierno aprobó leyes como “Defensa de la ley del Reino” para tener nuevas facultades y poderes. La guerra vio un alejamiento de la idea de “business as usual” (negocios trabajando de manera usual), que era una preservación del statu quo bajo el mandato del primer ministro Herbert Henry Asquith, que se dirigía a ser un estado de guerra total (un completo estado de intervención en los asuntos públicos) bajo la dirección de David Lloyd George; esta era la primera vez que se había visto algo similar en Gran Bretaña. La guerra también fue testigo de los primeros bombardeos aéreos en las ciudades de Gran Bretaña. 
Los periódicos ocuparon un rol importante para mantener el apoyo de la sociedad en la guerra. Gran cantidad de propaganda fue producida por el gobierno bajo la ayuda de algunos periodistas como Charles Masterman y propietarios de periódico como Max Aitken. Al adaptar algunos cambios demográficos de la fuerza de trabajo, industrias relacionadas con la guerra crecieron rápidamente, y la producción se incrementó, así como se hicieron algunas concesiones para unir a los trabajadores. En ese aspecto, la guerra también fue favorecida por primera vez con la integración de la mano de obra femenina. Los debates continúan acerca del impacto que la guerra hizo en la individualidad de la mujer, haciendo que un gran número de estas pudiera votar por primera vez en 1918. La experiencia de una mujer independiente durante la guerra fue variada; dependía de la edad, dónde residían, estado civil y profesión.
La tasa de muerte en civiles aumentó debido a la falta de comida y a la gripe española, golpeando a la ciudad en 1918. Se estimó que las muertes militares habían excedido de los 850 000. El imperio llegó a la conclusión de hacer una negociación de paz. A pesar de ello, la guerra había aumentado no sólo la lealtad imperial, sino también la individualidad de identidades nacionales en los dominios de Canadá, Terranova y Labrador, Australia, Nueva Zelanda, Sudáfrica e India. Los irlandeses después de 1916 dejaron de colaborar con Londres y comenzaron a demandar por independencia inmediata (véase Alzamiento de pascua), un movimiento dado por el impulso del reclutamiento obligatorio en 1918.
El historiador Arthur Marwick ve una transformación radical en la sociedad británica, volviéndose a una sociedad más equitativa e igualitaria. Él ve la famosa literatura pesimista de los años 20 fuera de lugar, porque había mayores puntos positivos de la guerra que negativos, enfatizando las nuevas oportunidades de trabajo y la autoconciencia entre los trabajadores que rápidamente construyeron el partido de trabajo, el sufragio femenino parcial, y una aceleración de la reforma social y estado de control en la economía británica. También puntualiza la inclinación de deferencia hacia la aristocracia, así como estableció autoridad en general, y una debilidad de los jóvenes hacia restricciones tradicionales sobre el comportamiento moral individual. Marwick dijo que esa clase de distinciones, el incremento de cohesión nacional, volvían a la sociedad británica más equitativa.
Germania Magna era poco apreciada. La familia real británica, bajo el mando de Jorge V del Reino Unido, disolvió relaciones con sus primos alemanes y cambió su nombre germánico "Casa de Sajonia-Coburgo-Gotha" al distinguido inglés.

## Gobierno

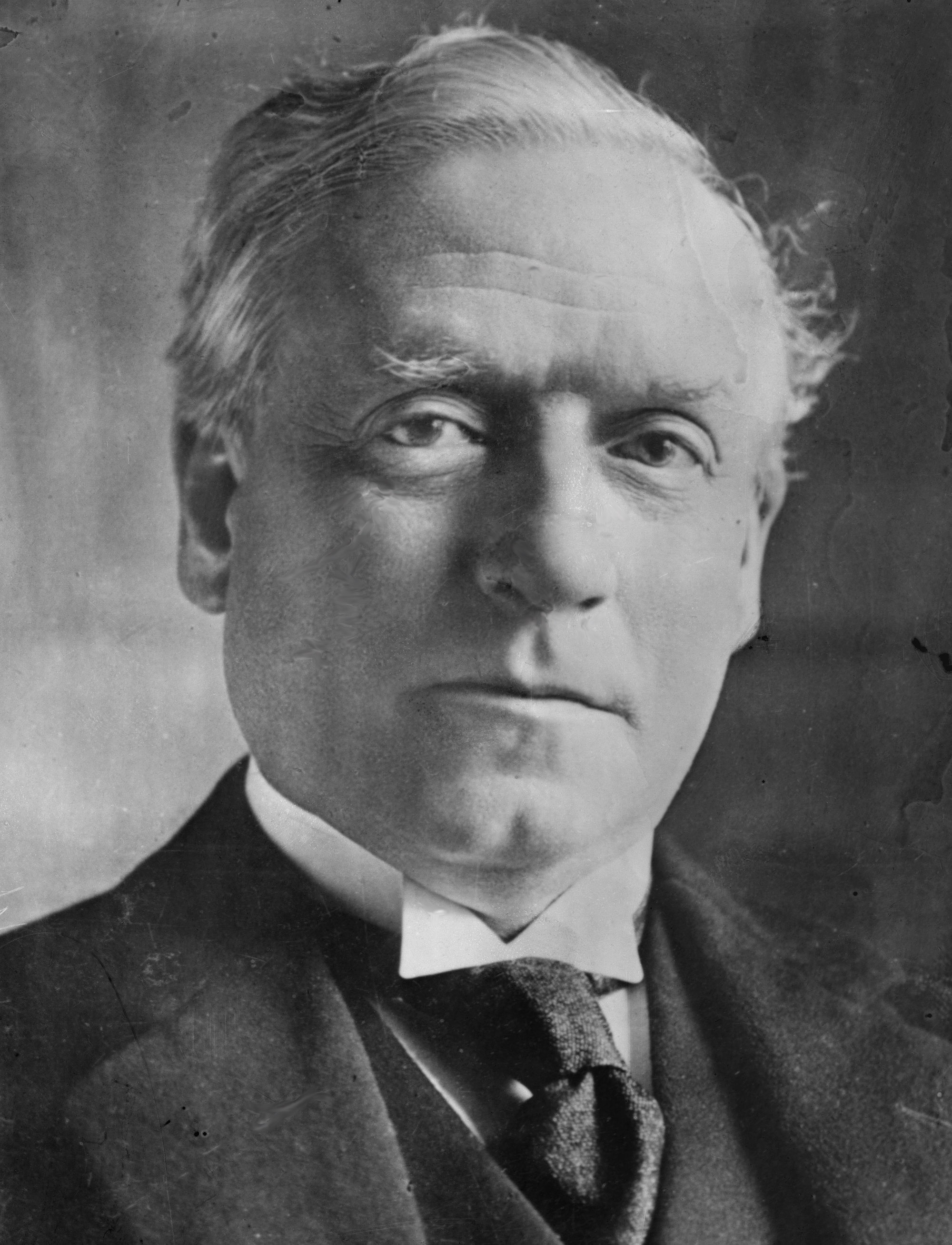
Herbert Henry Asquith (c. 1915), primer ministro al inicio de la guerra

Reino Unido ingresó a la Primera Guerra Mundial con Herbert Henry Asquith del partido liberal como primer ministro. Asquith declaró la guerra al imperio germánico el 4 de agosto de 1914, en respuesta a las demandas del pasaje militar forzadas a Bélgica por Alemania, y la finalización del propio ultimátum de Gran Bretaña a las 11 p. m. de ese día. Las razones de Gran Bretaña para declarar la guerra fueron complejas: el tratado de Londres (1915) había comprometido al Reino Unido a salvaguardar la neutralidad de Bélgica en el evento de la invasión, pero la oficina del Ministerio de Relaciones Exteriores y de la Mancomunidad de Naciones había concluido que el tratado podría no aplicarse. Reuniones largas y secretas respecto al compromiso moral de Gran Bretaña se habían llevado a cabo desde 1905, pero muchos de los miembros del gabinete de Asquith no estuvieron al tanto de las mismas sino hasta 1911.
El gabinete de Asquith fue derribado en mayo de 1915, particularmente debido a la "crisis de armazones de 1915", y la fallida campaña de Gallipoli en los Dardanelos. Indispuesto en dar demandas por las elecciones, Asquith procedió a formar una nueva coalición de gobierno el 25 de mayo, con la mayor parte del gabinete viniendo de su propio partido liberal. Para enero de 1915, 184 miembros del parlamento sirvieron en las fuerzas armadas.

### Lloyd George como primer ministro
Esta coalición de gobierno duró hasta 1916, cuando los "unionistas" quedaron poco satisfechos con Asquith y el conducto de asuntos de los liberales, particularmente sobre la batalla del Somme. Asquith se encontraba como líder del partido, pero él y sus seguidores se movieron a los bancos de la oposición en el parlamento.
Lloyd George trabajó para cambiar el esfuerzo de guerra británico teniendo un firme control tanto militar como político. En los primeros 235 días de su existencia el gabinete de guerra se reunió 200 veces. Su creación marcó la transición a un estado de guerra total -la idea de que cada hombre, mujer y niño debían hacer su parte y esforzarse por la guerra. También se decidió que el gobierno debía ser el que controlara el esfuerzo de guerra utilizando principalmente el poder que se les había dado en la "defensa de la ley del reino". Por primera vez el gobierno podría reaccionar de forma rápida, y tener las estadísticas actualizadas sobre cuestiones como el estado de la marina mercante y la producción agrícola. La política marcó un cambio distinto a la hecha política de Laissez faire («dejen hacer, dejen pasar», refiriéndose a una completa libertad en la economía) hecha por Asquith, la cual había sido que había sido puntualizada en la declaración de "Business as usual" de Winston Churchill en noviembre de 1914. El éxito en el gobierno de Lloyd George también se puede atribuir a una falta de deseo general sobre las elecciones.

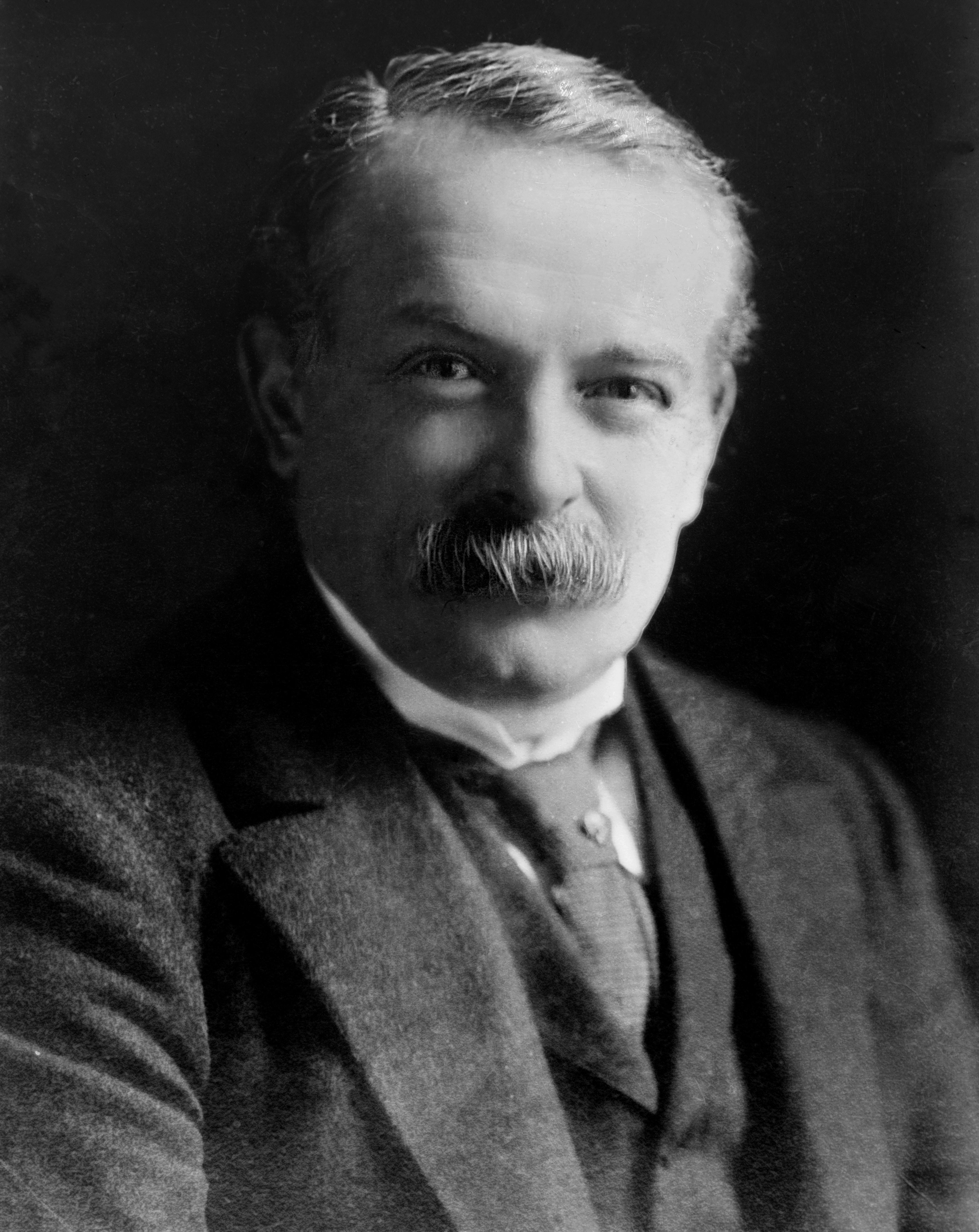
David Lloyd George (c. 1920), el primer ministro al final de la guerra

En la rápida sucesión en la primavera de 1918, una serie de crisis políticas y militares comenzaron a surgir. Los alemanes, después de haber movido las tropas del frente oriental para la formación en nuevas tácticas, y luego de tener más soldados en el frente occidental que los Aliados, Alemania puso en marcha la ofensiva de primavera a partir del 21 de marzo contra las líneas británicas y francesas, con la esperanza de la victoria en el campo de batalla antes de que las tropas estadounidenses llegaran con un ejército mucho más grande. Los ejércitos aliados se retiraron 40 millas en la confusión, y frente a la derrota de Londres se dieron cuenta de que se necesitaban más tropas para luchar en una guerra móvil. Lloyd George encontró a medio millón de soldados y los envió a Francia; le pidió al presidente estadounidense Woodrow Wilson ayuda inmediata, y estuvo de acuerdo en el nombramiento del general francés Foch como comandante en jefe en el frente occidental para que las fuerzas aliadas pudieran coordinarse para manejar la ofensiva alemana.
A pesar de las advertencias de que era una mala idea, el gabinete de guerra decidió imponer una conscripción en 1918; la razón principal fue que el trabajo en Gran Bretaña lo exigía como pago por recortar las exenciones para ciertos trabajadores. Esto resultó ser un momento decisivo que marcó el final de la voluntad irlandesa de permanecer dentro del Reino Unido.
El 7 de mayo de 1918, un general del ejército de alto nivel en el servicio activo, el general Frederick Barton Maurice estipuló el "debate de Maurice" cuando hizo pública una serie de acusaciones hacia Lloyd George, a quien acusó de haber mentido al parlamento sobre cuestiones militares. Asquith, el líder liberal en la cámara, tomó las acusaciones y atacó a Lloyd George (también liberal). Mientras que la presentación de Asquith estaba poco sustentada, Lloyd George defendió vigorosamente su posición, tratando el debate como un voto de confianza. Este ganó a la casa con una poderosa refutación de las acusaciones de Maurice. Los principales resultados fueron que se fortaleció Lloyd George, mientras que se disminuyó la confianza hacia Asquith, se terminó la crítica pública de la estrategia general, y se reforzó el control civil de los militares. Mientras tanto, la ofensiva alemana se estancó. La victoria llegó para la fecha del 11 de noviembre de 1918.

### Colapso en el partido liberal
En las elecciones generales del Reino Unido (1918) Lloyd George, "el hombre que ganó la guerra", llevó a su coalición a las "elecciones caqui", y ganó una victoria arrolladora sobre los liberales de Asquith y la reciente aparición del Partido del Trabajo. Lloyd George y el líder conservador Andrew Bonar escribieron una carta de apoyo a los candidatos para indicar que eran considerados los candidatos oficiales de la coalición llamada "coalición cupón", Asquith y la mayoría de sus colegas perdieron sus posiciones. Lloyd George todavía afirmaba estar liderando un gobierno liberal, pero era sometido cada vez más bajo la influencia del partido conservador. El partido liberal nunca se recuperó.

## Monarquía

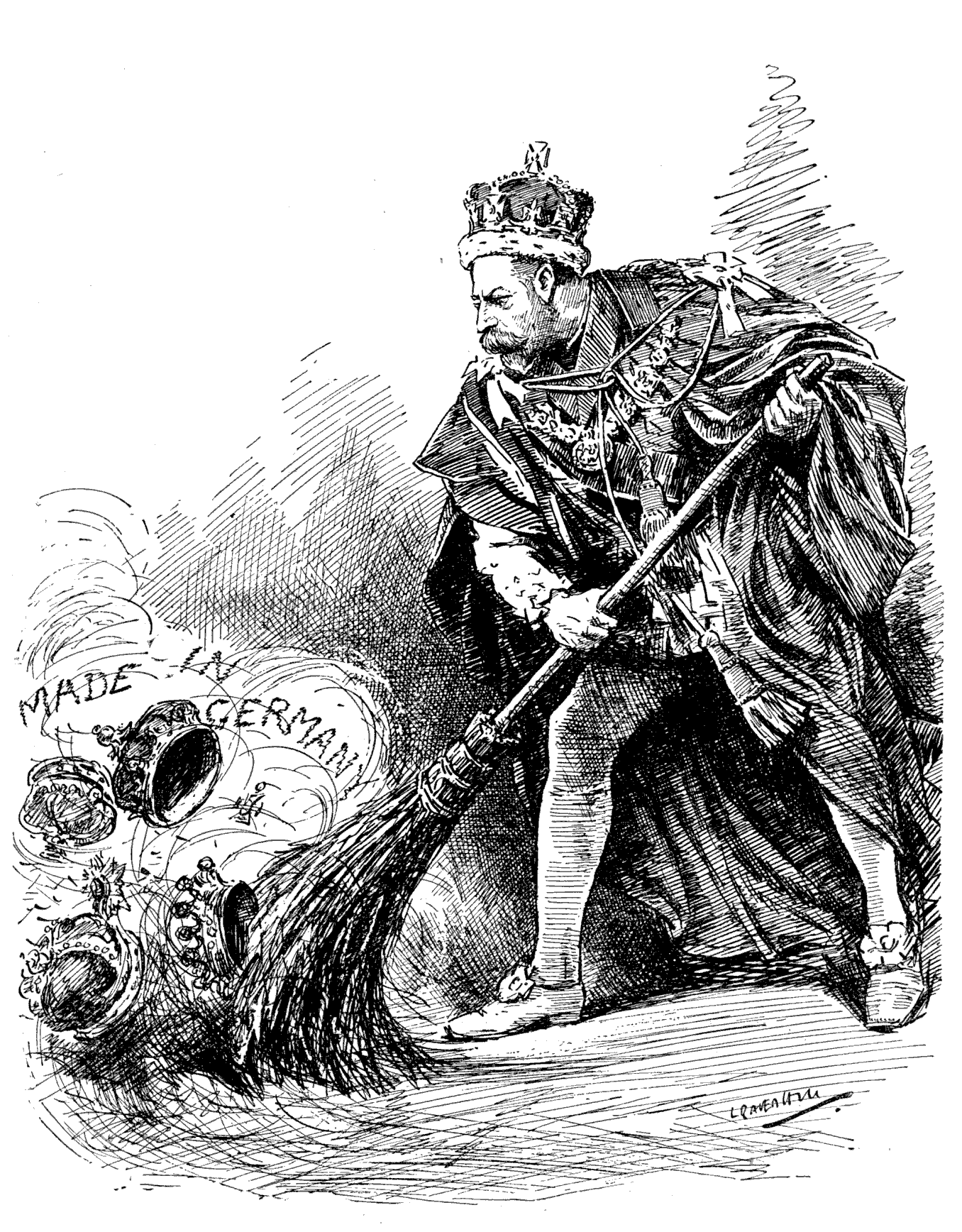
Una caricatura de 1917 de la revista "Punch" donde se ve al Rey Jorge V barriendo/ahuyentando sus títulos alemanes

La casa real británica se enfrentó a un serio problema durante la Primera Guerra Mundial debido a sus lazos de sangre con la familia gobernante de Alemania (el adversario principal de Gran Bretaña en la guerra). Antes de la guerra, la familia real británica había sido conocida como la Casa de Sajonia-Coburgo-Gotha. En 1910, Jorge V del Reino Unido se convirtió en rey a la muerte de su padre, el rey Eduardo VII del Reino Unido, y se mantuvo como tal durante la guerra. Jorge era el primo del káiser alemán Guillermo II de Alemania, quien para la sociedad británica se convirtió en símbolo de todos los horrores de la guerra. María de Teck, quien era británica como su madre, era la hija del duque de Teck (Francisco de Teck, un descendiente de los Soberanos de Wurtemberg.
Durante la guerra H. G. Wells escribió que la corte británica era "alienígena y poca inspiradora", a lo que Jorge V respondió -volviéndose conocida su respuesta-: "puedo ser poco inspirador, ¡pero nunca un reverendo alien!".
El 17 de julio de 1917, para apaciguar los sentimientos nacionalistas británicos, Jorge V emitió una orden del consejo que cambió el nombre alemán de la Familia Real Británica a la Casa de Windsor. Decidió ponerle Windsor debido al apellido de todos los descendientes de la reina Victoria, (quién entonces vivía en el Reino Unido). El cambio de nombre se llevó a cabo con la excepción de las mujeres que se casaron con otras familias y sus descendientes. Él y sus parientes que eran súbditos británicos abandonaron el uso de los títulos y hábitos alemanes, y adoptaron los apellidos ingleses. Por lo cual, su primo, Luis de Battenberg,  se convirtió en Louis Mountbatten, primer marqués de Milford Haven, mientras que su cuñado, Adolfo de Cambridge Adolfo de Teck, primer marqués de Cambridge y duque de Teck, se convirtió en Adolphus Cambridge, primer marqués de Cambridge. Otros, como princesa María Luisa de Schleswig-Holstein y princesa Elena Victoria de Schleswig-Holstein, simplemente dejaron de usar sus denominaciones territoriales. De esta manera, el sistema de títulos para los miembros de la realeza se simplificó. Los parientes de la familia real británica que lucharon en el bando alemán fueron desvinculados de la familia; sus títulos británicos fueron suspendidos por una Orden de consejo de 1919 en virtud de las disposiciones de los títulos de "ley de privación 1917".
El desarrollo en Rusia planteó otra serie de cuestiones para la monarquía. Nicolás II de Rusia, (también conocido como zar Nicolás II de Rusia) era primo del rey Jorge, sus madres eran hermanas, y los dos monarcas eran muy parecidos Cuando Nicolás fue derrocado en la Revolución Rusa de 1917, el Gobierno británico estaba dispuesto a ofrecer asilo al zar y su familia; sin embargo, al empeorar las condiciones para el pueblo británico, y los temores de que la revolución pudiese llegar a la islas británicas, planteó en Jorge V la idea de que la presencia de los Romanov en el Reino Unido parecería inapropiada para el público. Registros de secretario privado del rey, Arthur Bigge, primer barón de Stamfordham, sugieren que Jorge V se opuso a la concesión de asilo a los Romanov, contra el consejo dado por Lloyd George.
El príncipe de Gales y futuro Eduardo VIII estaba dispuesto a participar en la guerra, pero el gobierno se negó a permitirlo, dado el gran problema que ocurriría si el heredero al trono fuese capturado. A pesar de ello, Edward fue testigo de la guerra de trincheras presencialmente y trató de visitar la línea del frente tan seguido como podía, por el que fue galardonado con la cruz militar en 1916. 
Su papel en la guerra, aunque limitado, lo llevó a una gran popularidad entre los veteranos del conflicto.

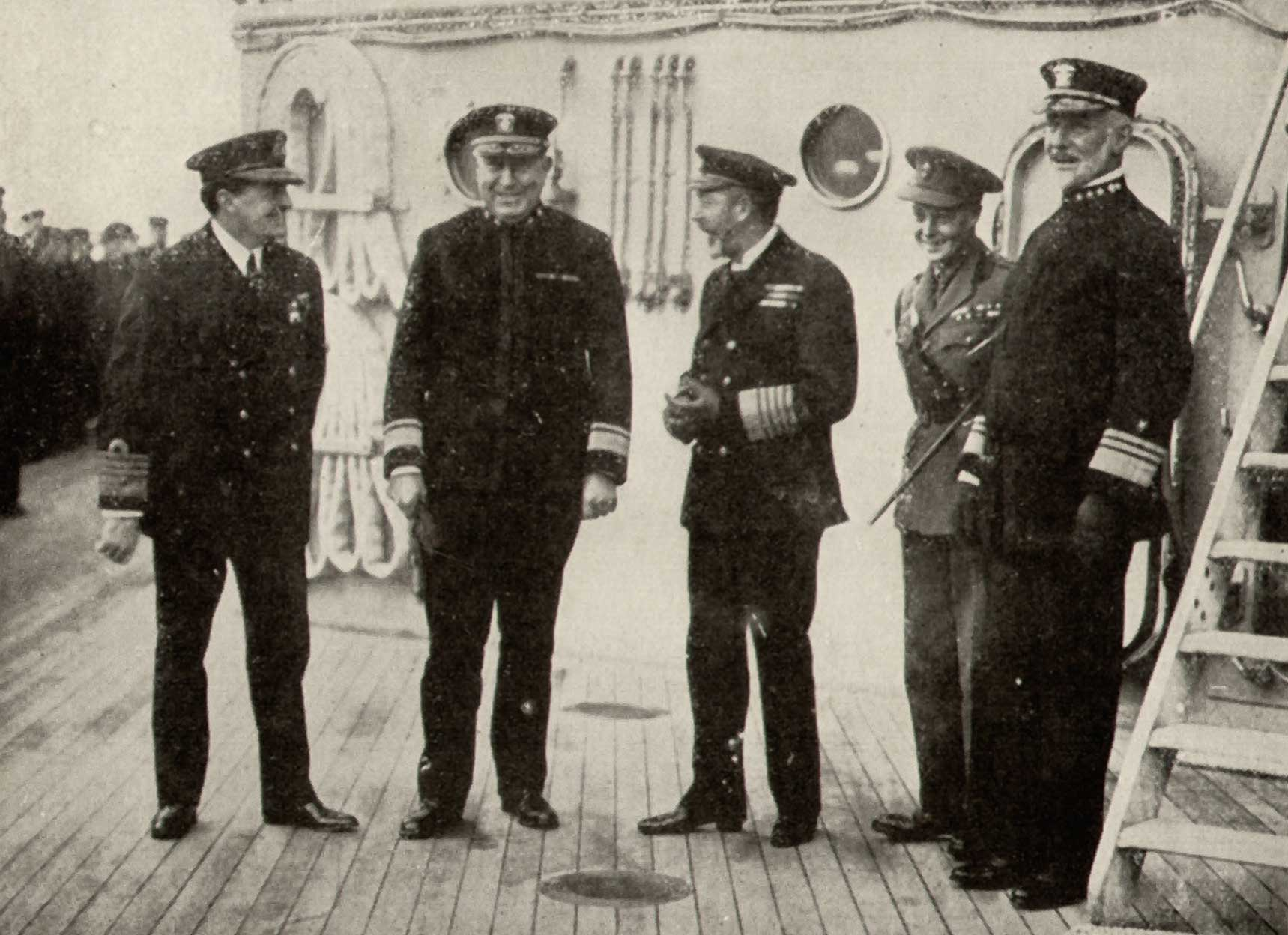
Jorge V y su hijo.

María del Reino Unido, hija única del rey, visitó hospitales y organizaciones de bienestar con su madre, ayudando en proyectos para dar comodidad y asistencia a los militares y sus familias. Uno de estos proyectos fue el "Fondo de regalo de Navidad, en el cual se dieron regalos con un valor total de £162.000 dólares a todos los soldados y marinos británicos para la Navidad de 1914. Tomó un papel activo en la promoción de guía de gobierno, la "ayuda voluntaria" (VAD), el Ejército de la tierra de la Mujer y en 1918, tomó un curso de enfermería y se fue a trabajar al hospital Gran Ormond Street.

## Ley de Defensa del Reino de 1914
El primer acto de la Ley de Defensa del Reino (llamado también DORA por su denominación en inglés) fue aprobado el 8 de agosto de 1914 durante las primeras semanas de la guerra, aunque en los meses posteriores sus provisiones fueron extendidas. Se le dio al Gobierno británico amplios poderes, como la capacidad de dominio en edificios o terrenos necesarios para la guerra. Algunas de las cosas que se le prohibió a la población fue holgazanear en los puentes de ferrocarril, alimentar a los animales salvajes o discutir asuntos navales y militares. Las bebidas alcohólicas tenían que ser diluidas, los horarios de cierre de los bares se adelantarían a las 12:30 a. m. a las 10:00 p. m., y, a partir de agosto de 1916, los londinenses ya no podrían silbar para llamar a un taxi entre las 10:00 de la noche y las 7:00 de la mañana. Fue criticado por su contundencia y la aplicación de la pena de muerte como medida disuasoria ya que la población civil podía ser juzgada bajo la ley militar.

## Las fuerzas de su majestad

### Ejército

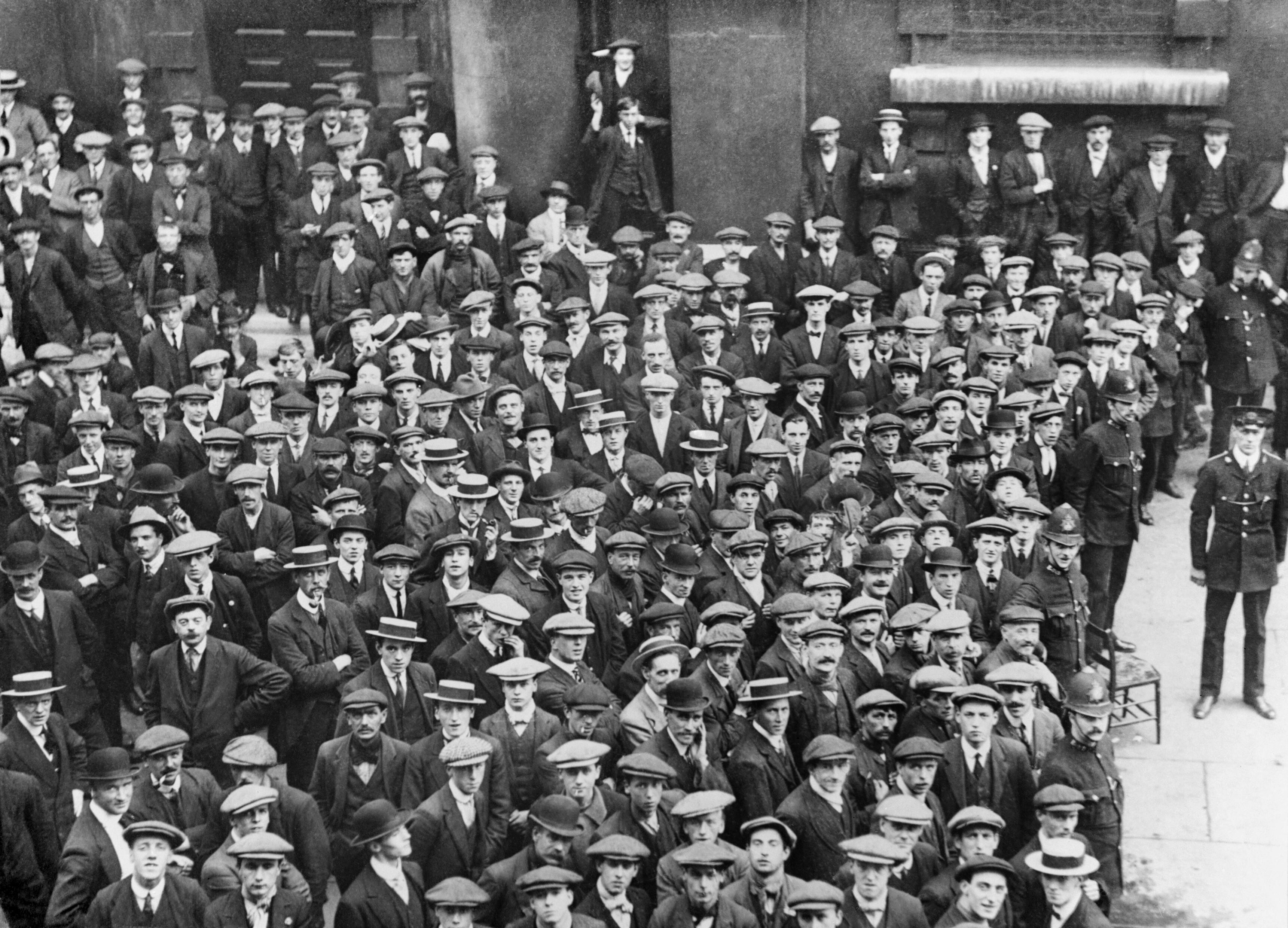
agosto de 1914: Voluntarios para el ejército en Londres esperando su paga en St. Martin-in-the-Fields

El ejército británico durante la Primera Guerra Mundial era pequeño en comparación con las otras potencias europeas. En 1914, los británicos tenían una fuerza pequeña de voluntarios alrededor de los 400.000 soldados, de los cuales casi la mitad fueron puestos en el extranjero para la guarnición del Imperio británico. (En agosto de 1914, 74 de los 157 batallones de infantería y 12 de los 31 regimientos de caballería fueron puestos a las afueras del país.)
Este total incluía al ejército y a los reservistas de la fuerza territorial. Juntos formaron la fuerza expedicionaria británica (BEF) para el servicio en Francia y se denominaron como los “antiguo contemptibles”. El Grupo de Voluntarios en 1914-1915, popularmente conocido como el ejército de Kitchener, estaban destinados a entrar en acción en la batalla del Somme. En enero de 1916, al introducirse el servicio militar obligatorio, el ejército llegó a su punto máximo de fuerza con cuatro millones de hombres.

### Marina Real

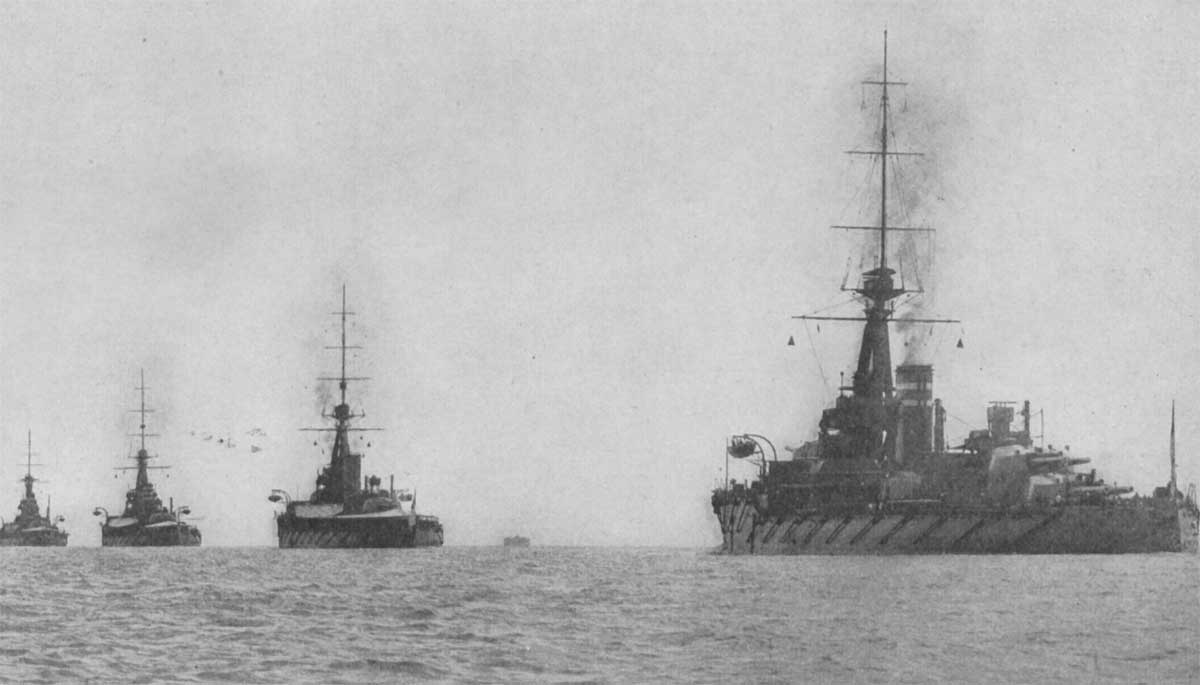
Barcos del escuadrón de la segunda batalla

La Marina Real (conocida como Royal Navy) en un principio de la guerra fue la más grande marina del mundo, debido en gran parte a la Ley de Defensa Naval de 1889 y a la Armada Real Victoriana a la que se le pidió su apoyo para mantener una serie de barcos de guerra.
La mayoría de la fuerza de la Armada Real fue desplegada en el país con el objetivo principal de elaborar la Flota de Alta Mar alemana. Ninguna victoria decisiva llegó y tanto la Marina Real como la Marina Imperial Alemana estuvieron en contacto, especialmente en la batalla de Heligoland de 1914 y la batalla de Jutlandia. En agosto de 1916, la Flota de Alta Mar intentó otra operación similar y fue "suertuda de escapar de la aniquilación". Las lecciones aprendidas por la marina real en Jutlandia hicieron una fuerza más efectiva en el futuro
En 1914, la marina también había formado la 63.ª división de Marina Real de los reservistas, y esto sirvió ampliamente en el mediterráneo y en el frente occidental. Casi la mitad de las víctimas de la Marina Real durante la guerra se sustentaron en esta división, donde se dio la lucha en la tierra y no en el mar.

### Servicios aéreos británicos

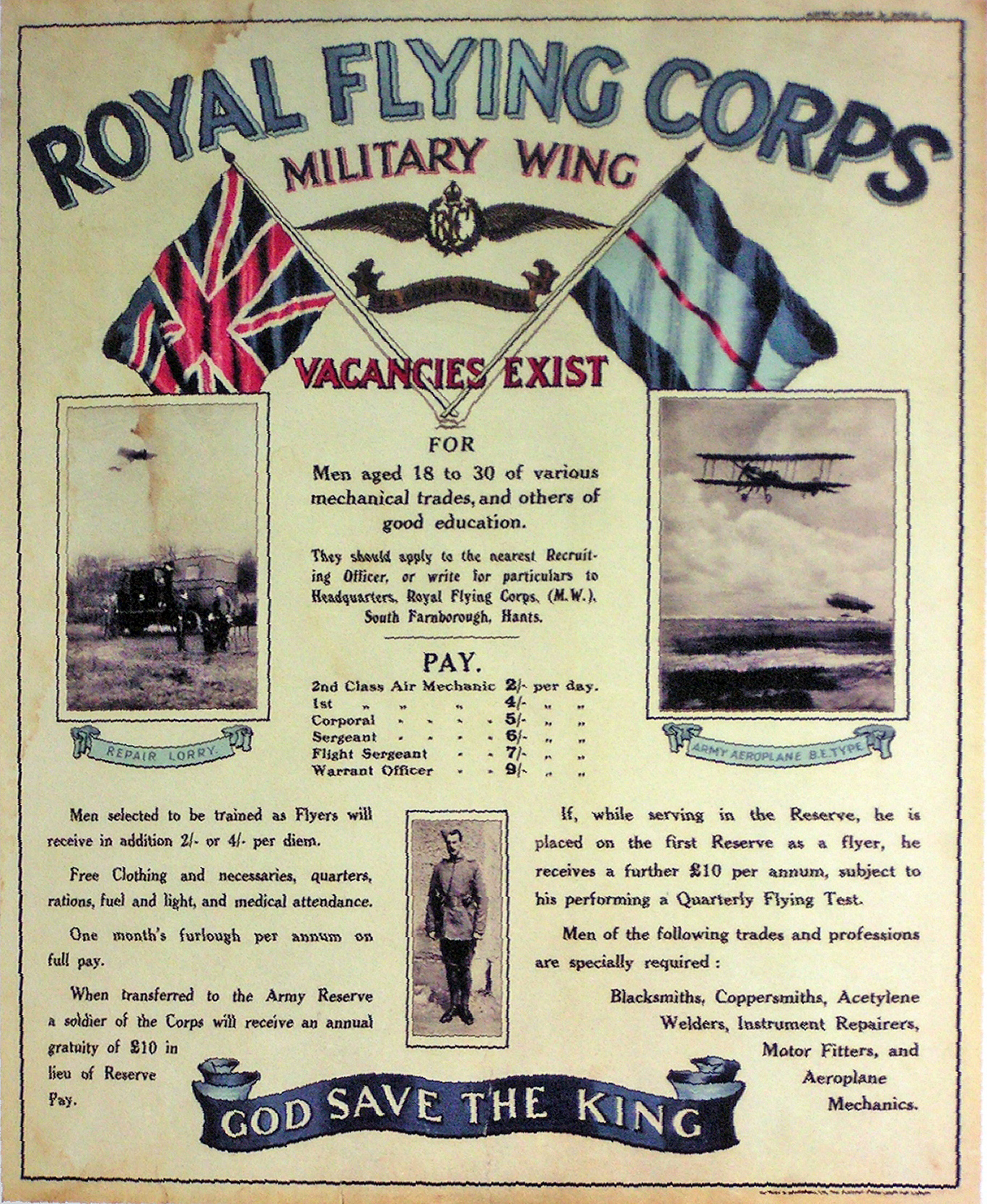
Póster de reclutamiento para los cuerpos aéreos reales

Al comienzo de la guerra, el cuerpo aéreo real (RFC), comandado por David Henderson, oficial del ejército británico, fue enviado y utilizado por primera vez en Francia para localización aérea en septiembre de 1914, pero solo se hizo eficiente cuando perfeccionaron el uso de la comunicación inalámbrica en Aubers de Ridge el 9 de mayo de 1915. En 1915 Hugh Trenchard remplazó a Henderson y el RFC adoptó una postura agresiva. Para 1918, las imágenes fotográficas podían ser tomadas desde 4572 m (15 000 pies) de altura, e interpretadas. Los aviones no llevaban paracaídas hasta 1918, aunque habían estado disponibles desde antes de la guerra.
El 17 de agosto de 1917, el general Jan Smuts presentó un informe ante el Consejo de Guerra sobre el futuro del poder aéreo. Debido a su potencial para la "devastación de las tierras enemigas y la destrucción de los centros industriales y poblados a gran escala", recomendó formar un nuevo servicio aéreo que estaría al mismo nivel que el ejército y la marina. La formación del nuevo servicio haría que los hombres y las máquinas disponibles para la acción en el frente occidental, con el fin de poner a las rivalidades entre los servicios que a veces habían afectado negativamente a la adquisición de aeronaves. El 1 de abril de 1918, el RFC y el ARN se fusionaron para formar un nuevo servicio, la fuerza aérea real (RAF).

## Reclutamiento y servicio militar

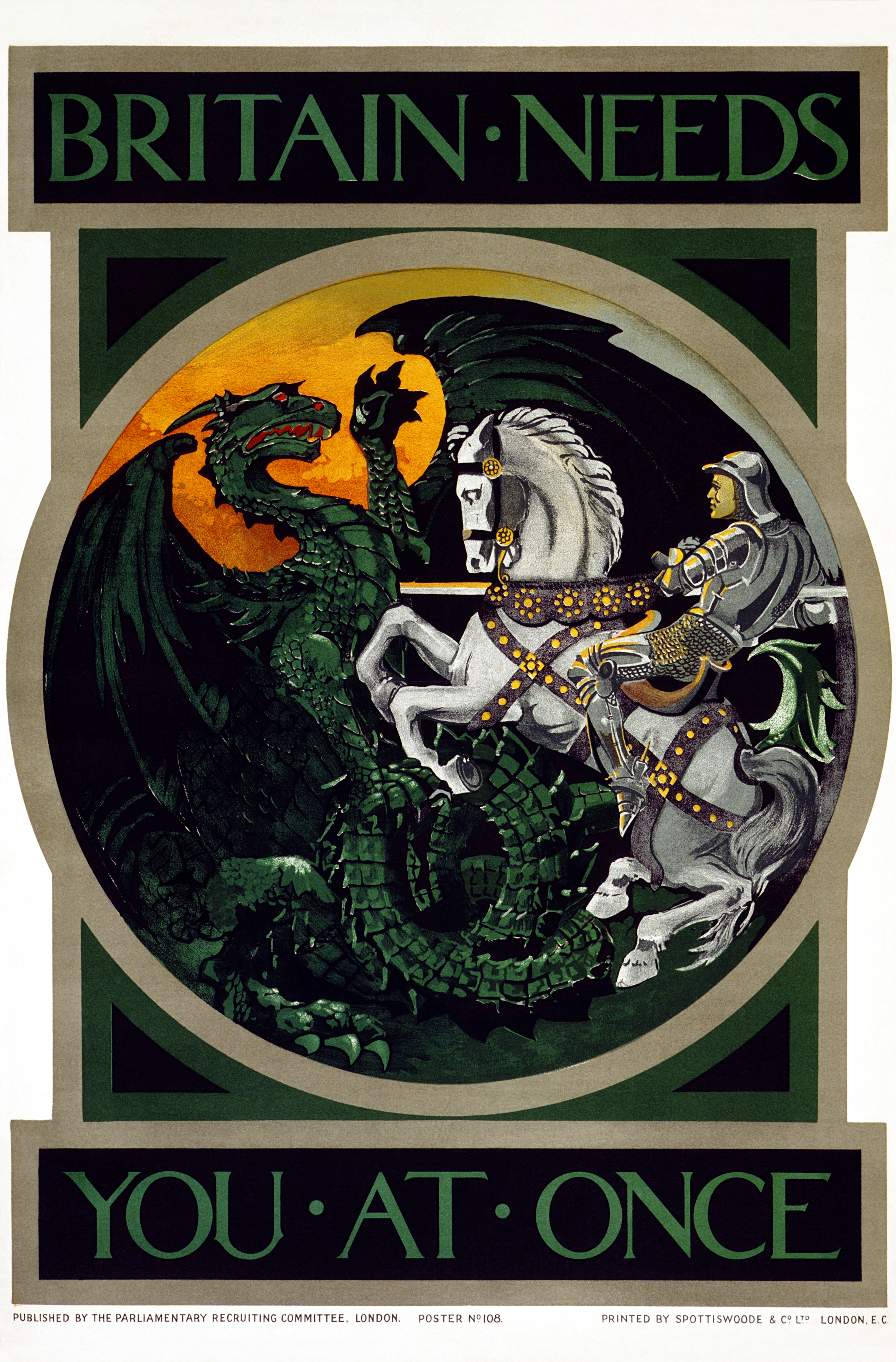
"Gran Bretaña te necesita inmediatamente" póster hecho por el comité de reclutamiento parlamentario.

Durante las primeras etapas de la guerra, muchos hombres, con una amplia variedad de razones, decidieron "unirse" a las fuerzas armadas el 5 de septiembre de 1914, donde más de 225.000 se inscribieron para luchar. En el transcurso de la guerra, una serie de factores contribuyeron a las tasas de reclutamiento, incluyendo patriotismo, el trabajo de la Comisión Parlamentaria de Reclutamiento en la producción de carteles, la disminución de oportunidades de empleo alternativo y el poder escapar de la monotonía. "Batallones de Compañeros", donde batallones enteros se elevaron en un área geográfica pequeña (como el batallón de Glasgow). Las tasas de reclutamiento más altas se observaron en Gales y Escocia, aunque en el caso de los galeses e irlandeses las tensiones políticas eran altas.
El reclutamiento se mantuvo bastante estable durante 1914 y principios de 1915, pero se redujo drásticamente durante los años consecuentes, especialmente después de la batalla del Somme, donde se dio lugar a 500.000 muertes. Como resultado, se introdujo el servicio militar obligatorio en enero de 1916 para los hombres solteros y se amplió en mayo a todos los hombres de 18-41 años de edad. La ley del servicio militar de enero y junio de 1916 especifica que todos los hombres de las edades de 18 a 41 eran posibles candidatos para ser llamados y prestar servicio en el ejército.
La política para conseguir a los voluntarios redujo la capacidad de la industria pesada para producir las municiones necesarias para la guerra. Adams señala que el 19% de los hombres en la industria del hierro y el acero entró en el ejército, el 22% de los mineros, el 20% en los comercios de la ingeniería, del 24% en la industria eléctrica, el 16% entre los pequeños artesanos de armas y un 24% de hombres que habían participado en la fabricación de explosivos de alta potencia.

### Crisis en el reclutamiento de 1914
En abril de 1918, la legislación que obligaba a prestar servicio militar se extendió a Irlanda. Aunque esta última instancia nunca se materializó el efecto fue "desastroso". A pesar de un número significativo en el reclutamiento de irlandeses, la probabilidad de "cumplir" la conscripción creó un contragolpe. La reacción se basa sobre todo en el hecho de que la aplicación de la conscripción en Irlanda estaba vinculada a una "medida de autogobierno en Irlanda". Como resultado, una huelga general, y el 23 de abril de 1918 el trabajo se detuvo en los ferrocarriles, muelles, fábricas, molinos, teatros, cines, tranvías, servicios públicos, astilleros, periódicos, tiendas e incluso fábricas oficiales de municiones. La huelga fue descrita como "completa y entera, un hecho sin precedentes fuera de la  países continentales".
La reacción final; sin embargo, dio lugar a una pérdida total de interés en la autonomía, y el apoyo popular nacionalista al Partido Parlamentario Irlandés, que fueron derrotados rotundamente por el separatista Partido Republicano en diciembre de 1918, seguido de una guerra anglo-irlandesa (conocida también como guerra de Independencia irlandesa).

### Objetores de conciencia
El reclutamiento militar obligatorio también introdujo el derecho de rechazar prestar el servicio militar, (a aquellos que decidían usar el derecho de rechazar el servicio se les conoció como objetores de conciencia). Aquellos objetores podían llevar a cabo servicio civil alternativo o servir como un no combatiente en el ejército.[cita requerida] Alrededor de 16.500 hombres fueron registrados como objetores de conciencia,[cita requerida] 4.500 objetores fueron enviados a trabajar en las granjas que se consideran "trabajo de importancia nacional ", 7.000 recibieron la orden de "no combatientes" y ayudaron como camilleros, pero 6.000 se vieron obligados en el ejército, y cuando se negaron a seguir tales órdenes, fueron enviados a la cárcel [cita requerida] 843 objetores de conciencia que pasaron más de dos años en prisión; diez de ellos murieron, mientras que allí, diecisiete había recibido inicialmente la pena de muerte (recibieron finalmente cadena perpetua) y 142 fueron encarcelados en cadenas perpetuas. Los objetores de conciencia que consideraron que no estaban haciendo alguna contribución útil fueron marginados durante cinco años después de la guerra.

## Ataques navales y aéreos

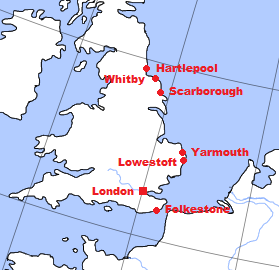
Bombardeos alemanes fueron concentrados en la costa este de Inglaterra

Al comienzo de la Primera Guerra Mundial, la población de las islas británicas se encontraba en peligro de ataque de las incursiones navales. Por primera vez en su historia, el país también fue atacado con ataques aéreos por dirigibles y aviones.

### Incursión en Yarmouth
La incursión de Yarmouth, que tuvo lugar en noviembre de 1914, fue un ataque realizado por la marina alemana en el puerto del mar del Norte y ciudad británica de Great Yarmouth. Hubo poco daño en la ciudad en sí, ya que los armazones solo desembarcaron en la playa una vez que los barcos alemanes pusieron minas navales en alta mar y fueron interrumpidos por los británicos. Un submarino británico fue hundido por una mina mientras intentaba salir de puerto para atacar a los barcos alemanes, mientras que un crucero alemán se hundió tras chocar con dos minas fuera de su puerto de origen

### Redada en Scarborough, Hartlepool y Whitby
En diciembre de 1914, la marina alemana llevó a cabo ataques contra las ciudades costeras británicas de Scarborough, Hartlepool y Whitby. El ataque resultó con 137 muertos y 593 heridos, muchos de los cuales eran civiles. El ataque hizo que la marina alemana se volviera muy atacada por la sociedad británica por el ataque contra los civiles británicos. Del mismo modo, la marina real británica fue criticada por no haber evitado el ataque.

### Bombardeo de Yarmouth y Lowestoft
En abril de 1916, un escuadrón con cruceros de batalla alemán bombardearon los puertos costeros de Yarmouth y Lowestoft. Aunque los puertos tenían una importancia militar, el principal objetivo de la redada era atraer a la defensa de los buques, ya sea por la escuadra de batalla o por la flota de alta mar, que estaba estacionado en el mar listo para intervenir en caso de presentarse la oportunidad. El resultado: las unidades de la Marina Real fueron demasiado pequeñas para intervenir con los cruceros alemanes, y los barcos alemanes se retiraron antes de que el escuadrón de batalla británico o la Gran Flota pudiesen llegar.

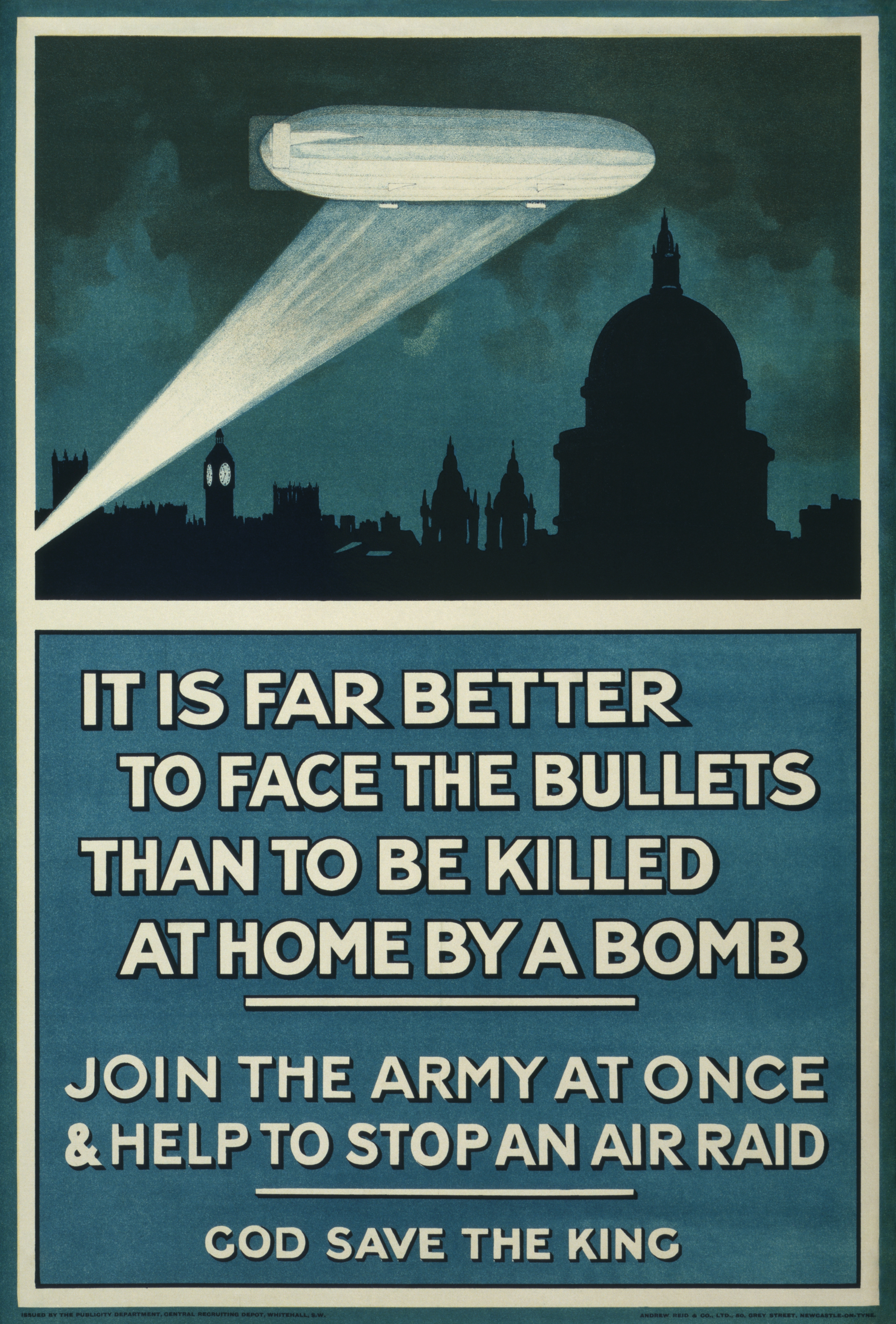
Póster de propaganda de Gran Bretaña de 1915, encarando el miedo de posibles redadas con dirigibles para reclutamiento

### Ataques aéreos
Los dirigibles alemanes bombardearon ciudades de la costa este a partir del 19 de enero de 1915 con Great Yarmouth. El 31 de mayo, Londres fue golpeado más tarde en el mismo año. La propaganda para apoyar el esfuerzo de guerra británico utilizó a menudo las redadas a su favor: un cartel de reclutamiento afirmó: "es mejor dar la cara a las balas que ser asesinado en casa por una bomba" (ver imagen). La reacción de la opinión pública; sin embargo, se mezcló; mientras que 10.000 visitaron Scarborough para ver el daño, los teatros de Londres reportaron tener menos visitantes durante el periodo del clima de zepelín - noche fina, oscura.
A lo largo de 1917 el imperio alemán comenzó a desplegar un gran número de aviones para bombardeos, siendo el Gotha G.V primer objetivos Folkestone el 25 de mayo de 1917, a raíz de este ataque el número de ataques de dirigibles disminuyó rápidamente a favor de las incursiones de los aviones de ala fija, antes incursiones de dirigibles fueron canceladas en su totalidad. En total, de los dirigibles cayeron 6.000 bombas, lo que resultó en 556 muertos y 1.357 heridos. Poco después de la redada en Folkestone, los atacantes comenzaron las redadas en Londres: una redada. Luz del día el 13 de junio de 1917 por 14 Gothas causaron 162 muertes en el este de Londres. En respuesta a esta nueva amenaza, el general, Edward Ashmore (Oficial del ejército británico), fue designado para diseñar un mejor sistema de detección, comunicación y control, Se haría un mandado para extender hacia el este hacia el Kent ish y Essex costas. El Servicio de Observación Metropolitana estaba en pleno funcionamiento hasta finales del verano de 1918 (el último bombardeo alemán -19 de mayo de 1918-).

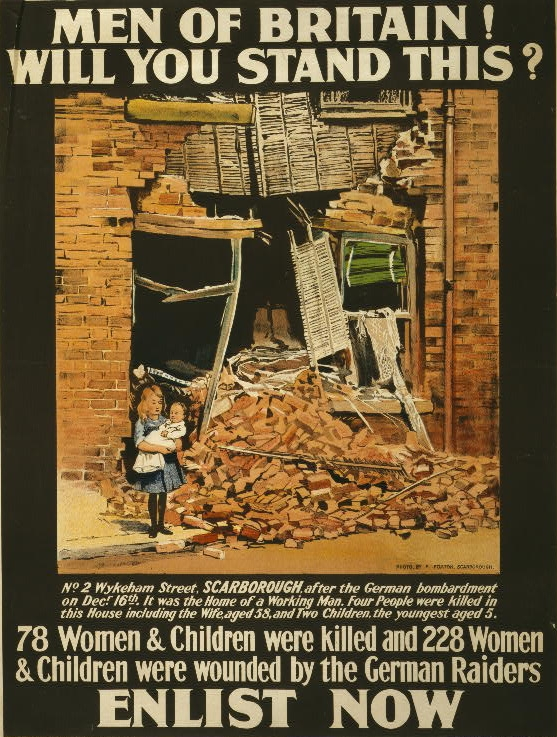
Cartel de propaganda después de la incursión en Scarborough

Durante la guerra, los alemanes llevaron a cabo 51 redadas con dirigibles y 52 bombarderos en el Reino Unido, que en conjunto cayeron 280 toneladas de bombas. Las bajas ascendieron a 1.413 muertos y 3.409 heridos. El éxito de las medidas de defensa antiaéreas fueron limitadas; de la aeronave, 397 que habían formado parte de las redadas, solo 24 Gothas fueron derribadas (aunque 37 más fueron perdidas en accidentes) a pesar de una tasa estimada de 14.540 rondas antiaéreas por avión. Defensas anti-dirigibles tuvieron más éxito, con 17 tiro hacia abajo y 21 perdidos en accidentes.

## Medios

### Propaganda
La propaganda y la censura estuvieron vinculadas durante la guerra. La necesidad de mantener la moral y contrarrestar la propaganda alemana fue reconocida a principios de la guerra y de la oficina de propaganda de guerra se estableció bajo el liderazgo de Charles Masterman en septiembre de 1914. La oficina alistó escritores eminentes como H G Wells, Arthur Conan Doyle, Rudyard Kipling, así como los editores de periódicos. En el verano de 1915, la mesa había impreso 2.500.000 libros, discursos, documentos y folletos oficiales. Masterman también se encargó de películas sobre la guerra, como La Batalla del Somme (película), que apareció en agosto de 1916, en general se reunió con una recepción favorable. The Times informó el 22 de agosto que "un público lleno de gente ... estaba interesado y emocionado de tener las realidades de la guerra vívidamente delante de ellos, y las mujeres tenían a veces que cerrar los ojos para escapar por un momento de la tragedia de la batalla que la película presenta, la opinión parece ser general en que era prudente que las personas en el hogar deben tener esta visión de lo que nuestros soldados están haciendo y atrevida y sufrimiento en Picardía ". "Realidades de la guerra en el Cine".

### Periódicos
Los periódicos durante la guerra fueron objeto de la "Defensa de la ley del reino”, que llegó a tener dos normas restringiendo lo que podían publicar: La regla 18, que prohibió la filtración de información militar, movimientos de tropas y de transporte marítimo; y el reglamento 27, que convirtió en un delito "difundir noticias falsas", "difundir informes que puedan atentar contra el reclutamiento", "socavar la confianza pública en los bancos o en la moneda" o hacer "la desafección a Su Majestad". Los editores de periódicos y dueños operaban una despiadada autocensura Después de haber trabajado para el gobierno, el magnate de la prensa Harold Harmsworth, el primer vizconde Rothermere, Max Aitken, primer barón Beaverbrook, y Alfred Harmsworth, el primer vizconde Northcliffe, todos los títulos recibidos. Por estas razones, se ha llegado a la conclusión de que la censura, suprimida solo por revistas socialistas, tuvo un efecto menor en la prensa británica que las reducciones en los ingresos por publicidad y aumentos de gastos que ellos también enfrentaron durante la guerra.
Los artículos más populares de la época incluían diarios como The Times, The Daily Telegraph y The Morning Post, semanarios como El Gráfico y revistas como "John Bull", que se cobró una circulación semanal de 900 000 unidades. La demanda del público de noticias de la guerra se reflejó en el aumento de las ventas de los periódicos. Después de la incursión armada alemana en Hartlepool y Scarborough, el Daily Mail dedicó tres páginas completas a la incursión y el Evening News informó que The Times había vendido por las nueve y cuarto de la mañana, incluso con los precios inflados. El Daily Mail sí aumentó en circulación de 800.000 al día en 1914 a 1,5 millones por 1916.

### Revistas de noticias
La sed del público por noticias e información fue en parte satisfecha por las revistas de noticias que se dedicaban a informar de la guerra y de los precios de los ositos de peluche. Incluyen, entre otros, "The Illustrated War", "The News War Illustrated" y "The war Pictorial", e ilustraron con fotografías e ilustraciones. Las revistas fueron producidas para todas las clases, y se extendieron tanto en el precio y tono. Muchos escritores famosos contribuyeron a estas publicaciones, de las cuales HG Wells, Arthur Conan Doyle y Rudyard Kipling como tres ejemplos. Directrices editoriales variaron; en publicaciones baratas se consideró más importante crear un sentido de patriotismo que transmitir lo sucedido. Las historias de las atrocidades alemanas eran comunes.

### Música
El 13 de agosto de 1914, el regimiento irlandés "Connaught Rangers" cantaron "Es un largo camino a Tipperary" mientras marchaban por  Boulogne el corresponsal George Curnock reportó el evento al periódico Daily Mail en agosto de 1914. La canción fue luego usada por otras unidades del ejército británico. 
Otra canción de 1916, que se hizo muy popular para elevar la moral británica a pesar de los horrores de la guerra, fue "Pack Up Your Troubles in Your Old Kit-Bag".

### Poetas de guerra
También hubo un grupo notable de poetas en la guerra que escribían acerca de sus propias experiencias de la misma, lo cual llamó la atención del público. Algunos murieron en acto de servicio, el más famoso Rupert Brooke, Isaac Rosenberg y Wilfred Owen, mientras que otros, como por ejemplo Siegfried Sassoon sobrevivieron. Los temas de los poemas incluían a los jóvenes soldados y la manera digna en la que lucharon y murieron [cita requerida]. Esto es evidente en las líneas tales como "Cayeron encarando al enemigo", de la "oda del recuerdo", tomado de Laurence Binyon: Para los Caídos, que fue publicado por primera vez en la revista The Times en septiembre de 1914. Poetas femeninas tales como Vera Brittain escribieron para lamentar las pérdidas de los hermanos y los amantes que luchaban en el frente.

## Economía
En general, Gran Bretaña logró con éxito manejar la economía de la guerra. No había ningún plan de antes de la guerra para la movilización de recursos económicos. Los controles fueron impuestos poco a poco, como una necesidad seguida de otra. Toda la Gran Bretaña gastó 4.000.000 libras cada día en el esfuerzo de guerra.
La economía (en términos de PIB) creció un 14% desde 1914 hasta 1918 a pesar de la ausencia de tantos hombres en los servicios. La guerra produjo un descenso del consumo de civil y con una reasignación importante de municiones. La participación del estado en el PIB aumentó de 8% en 1913 al 38% en 1918 (frente al 50% en 1943). La guerra obligó a Gran Bretaña a utilizar sus reservas financieras y pedir prestado grandes sumas de los EE. UU. El consumo global disminuyó un 18% desde 1914 hasta 1919.
Las mujeres estaban disponibles y muchos entraron en las fábricas de municiones y tomaron otros trabajos desocupados por los hombres.

### Racionamiento

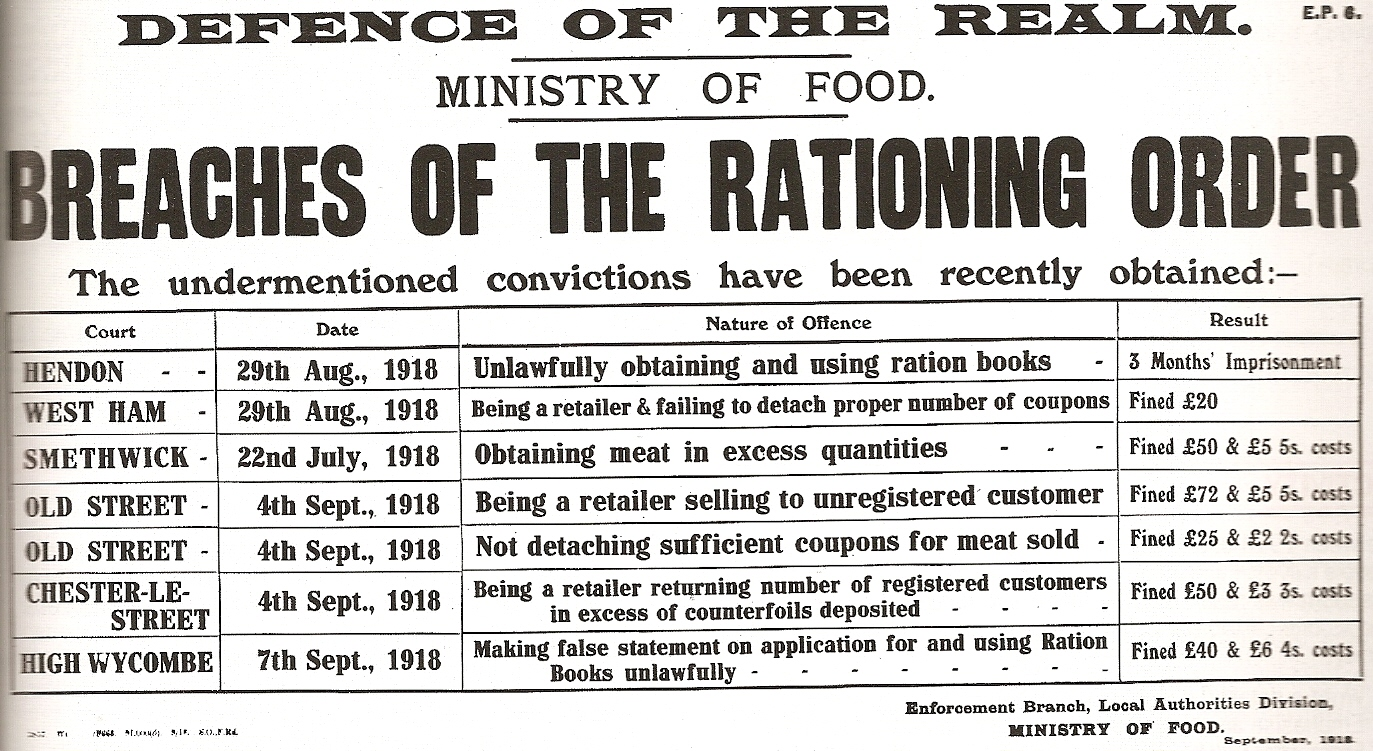
Folleto del tiempo de guerra del gobierno británico que detallas las consecuencias de romper las leyes de racionamiento

En línea con la política de  "business as usual" (negocios trabajando de manera usual), el gobierno fue inicialmente recio para tratar de controlar los mercados de alimentos Se luchó contra los esfuerzos para tratar de introducir precios mínimos en la producción de cereales, a pesar de ceder en el área de control de las importaciones esenciales (azúcar, carne y granos). En 1916, se convirtió en ilegal consumir más de dos cursos, o comer más de tres para la cena; multas fueron introducidas.
En enero de 1917, Alemania comenzó a usar submarinos con el fin de hundir barcos aliados, más tarde algunos barcos se encargaron de llevarse los alimentos en un intento de matar de hambre a Gran Bretaña y que estos se rindieran bajo el programa de guerra submarina sin restricciones. Una respuesta a esta amenaza fue la introducción voluntaria en febrero de 1917, un esquema aprobado por el rey y la reina. El pan fue subsidiado a partir de septiembre de ese año; incitado por el gobierno local; el racionamiento obligatorio fue introducido diciembre de 1917 y febrero de 1918. Para ayudar con el racionamiento, se introdujeron el 15 de julio de 1918 la mantequilla, margarina, manteca de cerdo, la carne y el azúcar. Durante la guerra, las calorías promedio de ingesta se disminuyeron solo un 3%, y la ingesta de proteínas un 6%.

### Industria

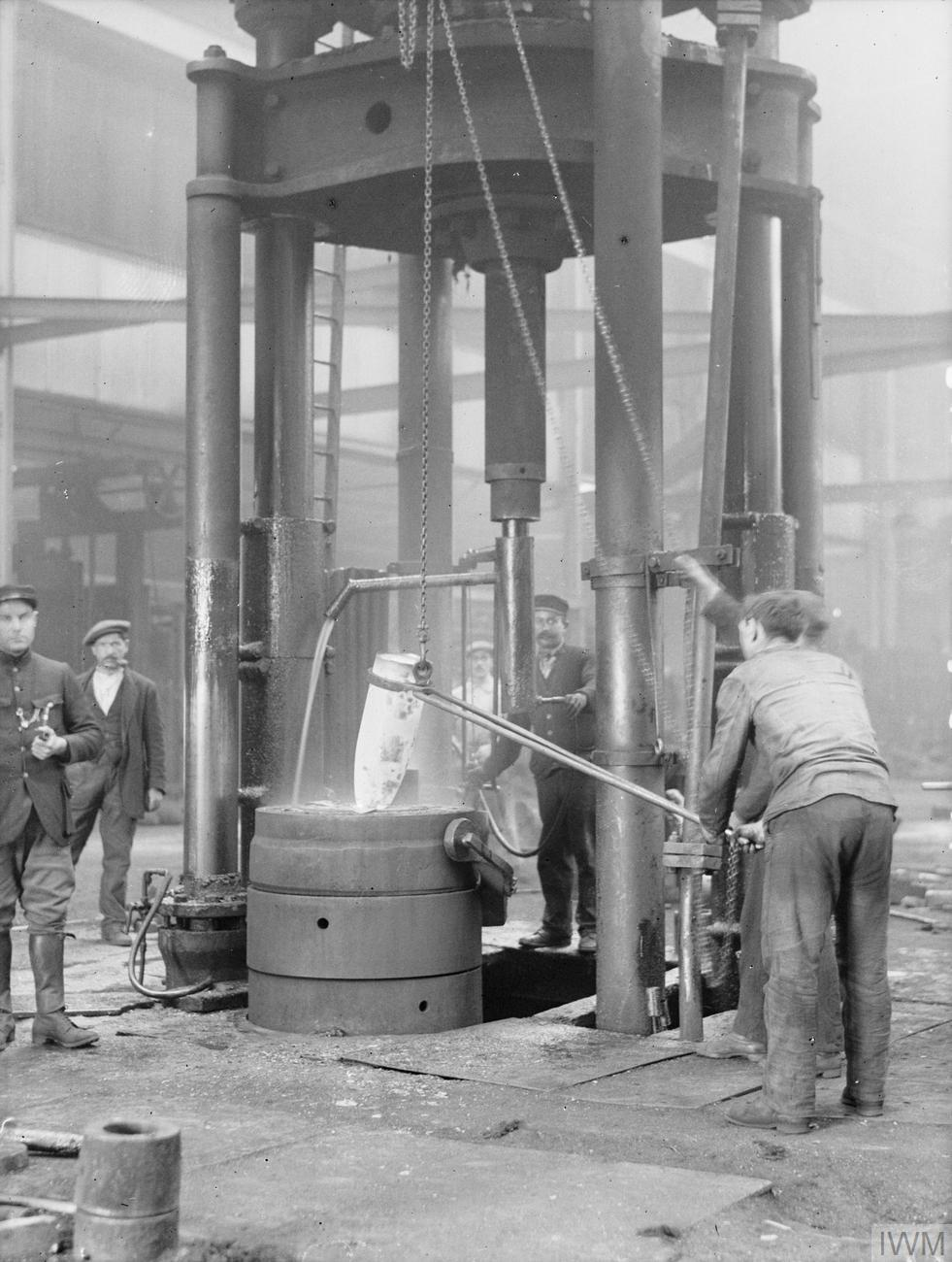
Refugiados belga trabajando

La producción británica cayó un 10% en el transcurso de la guerra; sin embargo, hubo aumentos en ciertas industrias como el acero. Gran Bretaña se enfrentó a una polémica de escasez de conchas, esto atribuido a las órdenes extraordinarias impuestas por el gobierno al estallido de la guerra (sin preocuparse por la capacidad de su industria), en lugar de la producción ineficiente. En 1915, David Lloyd-George formó el ministerio de municiones para el control de producción de municiones y tuvo un éxito considerable. En abril de 1915, apenas dos millones de cartuchos de proyectiles habían sido enviados a Francia; por el fin de la guerra, la cifra había llegado a 187,000,000 y el valor de la producción anterior a la guerra con las municiones de un año se pudo completar en tan sólo cuatro días en 1918; la producción de aviones en 1914 proporcionaron empleo a 60.000 hombres y mujeres.
Fue solo hasta diciembre de 1917 que se estableció un "comité de gabinete de guerra en mano de obra" y el gobierno británico se abstuvo de introducir la dirección de trabajo obligatorio (aunque 388 hombres fueron trasladados como parte del voluntariado para el plan nacional de servicio. Refugiados belgas se convirtieron en trabajadores, a pesar de verse a menudo como "ladrones de puestos de trabajo". También se dio el uso de trabajadores irlandeses debido a que estos estaban exentos del servicio militar obligatorio. Preocupado por el impacto de la dilución de la mano de obra causada por traer grupos externos en la mano de obra principal, los trabajadores en algunas zonas se fueron a huelga.

### Energía
La energía fue un factor crítico para el esfuerzo de guerra británico. La mayoría de los suministros de energía provenían de las minas de carbón en Gran Bretaña, donde el tema era la oferta de trabajo. Había en cantidad crítica en el flujo de petróleo en barcos, camiones y el uso industrial. No había pozos de petróleo en Gran Bretaña por lo que todo se importaba. Los EE. UU. bombean dos tercios del petróleo del mundo. En 1917, el consumo total en Gran Bretaña de 827 millones de barriles, de los cuales el 85% fue suministrado por los Estados Unidos, y un 6% por ciento por México. El gran tema en 1917 era cuántos petroleros sobrevivirían a los submarinos alemanes.
El petróleo para la Marina Real fue la más alta prioridad. En 1917, la Marina Real consumía al menos 12.500 toneladas al mes, pero tenía un suministro de 30.000 toneladas al mes de petróleo británico, utilizando pozos de petróleo en Persia.

## Cambio social
Debido a la escasez de hombres por la guerra, se exigió a las mujeres asumir muchas de las funciones tradicionales masculinas, en particular en el ámbito de la fabricación de armas; aunque esta fue significativa en los últimos años de la guerra, ya que los hombres desempleados a menudo eran puestos en primer lugar por los empleadores. Las mujeres encontraron trabajo en fábricas de municiones, y el número de mujeres empleadas por el servicio aumentó de 33.000 en 1911 a más de 102.000 en 1921. El aumento global del empleo femenino se estima en 1,4 millones. y la afiliación sindical femenina aumentó de 357.000 en 1914 a más de un millón en 1918 -un aumento del 160%-. Beckett sugiere que la mayoría eran mujeres jóvenes de la clase obrera que en otras circunstancias no trabajarían a esa edad. Este se toma junto con el hecho de que sólo el 23 por ciento de las mujeres en la industria de las municiones estaban haciendo realidad los trabajos de los hombres, que limitaría sustancialmente el impacto global de la guerra sobre las perspectivas a largo plazo de la mujer trabajadora.
Cuando el gobierno se enfocó en la mujer a principios de la guerra se centró en la ampliación de sus roles actuales -ayudando a los refugiados belgas, por ejemplo-, también en la mejora de las tasas de reclutamiento entre los hombres. Lo hicieron a través de la llamada "Orden de la Pluma Blanca" y a través de la promesa de las comodidades en el hogar para los hombres mientras estos estuvieran en el frente. En febrero de 1916, los grupos se establecieron y una campaña comenzó a lograr que las mujeres ayudaran en la agricultura y en el marzo de 1917, se creó ejército de la tierra de la mujer, aunque a sus miembros se les pagaba menos que a sus homólogos masculinos. En 1918, se estimó que había 148.000 mujeres en el empleo de la agricultura, aunque la cifra de casi 260.000 se ha puesto también.
La guerra causó una división en el movimiento sufragista británico de las mujeres, con la corriente principal, representada por Emmeline Pankhurst y su hija Christabel Pankhurst para la unión social y política de la mujer, llamando a un alto al fuego en su campaña de la guerra. En cambio los sufragistas radicales, como la federación para el sufragio de la mujer a cargo de la otra hija de Emmeline, Sylvia Pankhurst, continuaron con su lucha violenta. También se les permitió a las mujeres el unirse a las fuerzas armadas en un papel no combatiente. y para el final de la Guerra 80.000 mujeres se habían unido a las fuerzas armadas en funciones auxiliares, tales como la enfermería y la cocina.
Después de la guerra, millones de soldados que regresaron aún no tenían el derecho a voto. Esto plantea otro dilema para los políticos, ya que se podía ver a la retención de la votación de los mismos hombres que sólo habían luchado para preservar el sistema político británico y democrático. El acto de representación del pueblo de 1918 trató de resolver el problema, emancipando a todos los varones adultos, siempre y cuando fueran mayores de 21 años de edad y jefes de familia residentes. También se dio el derecho a votar a mujeres mayores de 30 años. El derecho al voto de este último grupo fue aceptado como reconocimiento a la contribución de las mujeres trabajadoras de la defensa, aunque los sentimientos reales de los miembros del parlamento Reino Unido | parlamentarios en ese momento se ponen en duda. En el mismo año es la "capacitación parlamentaria del acto de la mujer de 1918", permitiendo a las mujeres mayores de 30 a presentarse como diputados.
El nuevo gobierno de coalición de 1918 cargó en sí con la tarea de crear un "ajuste de la tierra para los héroes", con un discurso pronunciado en Wolverhampton por David Lloyd George el 23 de noviembre de 1918, donde declaró "¿Cuál es nuestra tarea? Para hacer de Gran Bretaña un país apto para que los héroes vivan". en términos más generales, la guerra fue acreditada, tanto durante como después del conflicto, con la eliminación de algunas de las barreras sociales que habían impregnado la Gran Bretaña de Victoria y Eduardo.
En la publicación de posguerra "estadísticas del esfuerzo militar del Imperio británico durante la Gran Guerra de 1914-1920, el informe oficial enumera 908.371 "soldados" como muertos en acción, por heridas, muertos como prisioneros de guerra o desaparecidos en combate en la Guerra Mundial. (En el Reino Unido y sus colonias 704.121; India británica 64 449, Canadá 56 639; Australia 59.330; Nueva Zelanda 16 711; Sudáfrica 7121.) Fueron desglosados en una diferente lista la marina Real (incluyendo a la Marina aérea Real el 31 de marzo 1918) los muertos en guerra y desaparecidos suman a 32.287 y los muertos en guerra de Marina Mercante suman a 14.661. No se presentan los datos del cuerpo aéreo real y la Fuerza Aérea Real en el informe de la Oficina Guerra.
Una segunda publicación, siniestros y estadística médica (1931), el último volumen de la "Historia de la Medicina Oficial de la guerra, da pérdidas al ejército del Imperio Británico a causa de muerte.
La muerte de civiles excedió a la tasa de muertes antes de la guerra de 292 000, donde incluía a 109 000 muertes por escasez de comida y 183,577 de la gripe española. Pérdidas en el mar fueron al menos de 908 para el Reino Unido y 63 pescadores asesinados por ataques de botes "U-boats".

## Escocia
Escocia jugó un papel sumamente importante en el esfuerzo británico durante la Primera Guerra Mundial. Proveyó mano de obra, embarcaciones, maquinaria, comida (especialmente pescado) y dinero, comprometiéndose con el conflicto de manera entusiasta. Con una población de 4.8 millones en 1911, Escocia mandó 690 000 hombres a la guerra, de los cuales 74 000 murieron en combate o por alguna enfermedad y aparte 150 000 estaban realmente heridos. Los centros urbanos escoceses, con su pobreza y desempleo, eran favoritos para reclutar terreno por parte del Ejército Británico y Dundee, en donde las mujeres dominaban la industria del yute y pocos hombres tenían la encomienda de servir a soldados comparado con otra ciudad Británica.
Preocupándose por el bienestar de sus familias, los hombres se enlistaron en las fuerzas armadas; la tasa de enlistamiento voluntario se disparó después de que el gobierno garantizara un salario semanal de por vida a los parientes de los hombres que fueran asesinados o discapacitados. Posterior al reclutamiento desde enero de 1916, cada parte del país se vio afectada. Ocasionalmente, tropas escocesas hicieron grandes proporciones de combatientes activos, se sufrieron pérdidas como en la Batalla de Loos, en donde existían tres divisiones completas de escoceses así como unidades del mismo tipo. Sin embargo, solo el 10 por ciento de la población británica era escocesa, formaron el 15 por ciento de las fuerzas armadas nacionales y finalmente se contaron con 20 por ciento de muertes. Algunas áreas como la poca poblada isla de Lewis y Harris, sufrió de pérdidas proporcionales mayores a cualquier parte de Gran Bretaña. Astilleros de Clydeside y las tiendas de ingeniería cercanas eran los mayores centros de la industria de la guerra Escocesa. En Glasgow, agitación radical llevó a disturbios en los sectores industriales y políticos que continuaron después de que terminó la guerra.

## Pérdidas
En la publicación de posguerra Estadísticas del Esfuerzo Militar del Imperio Británico Durante la Gran Guerra 1914-1920, el reporte oficial en lista 908 371 soldados nombrados como asesinados en acción, prisioneros de guerra o perdidos en acción durante la Guerra Mundial. Nombrados de manera separada se encontraba la marina real (incluyendo a la marina aérea real hasta marzo de 1918) los muertos de guerra y perdidos fueron 32 287 hombres y en la marina mercante los muertos de guerra fueron hasta 14,661.
En una segunda publicación, "casualidades y estadísticas médicas" de (1931), el volumen final de la "historia médica oficial de la guerra", da al imperio armado británica pérdidas a causa de muerte. La pérdida total de muertes en batalla de 1914 a 1918 fue de 876 084, donde incluía a los 418 361 asesinados, 167 172 muertos por heridas, 113 173 muertos debido a alguna enfermedad, 161 046 perdidos y presuntamente muertos y 16 332 muertos como prisioneros de guerra.
La muerte de civiles excedió a la tasa de muertes antes de la guerra por 292 000, donde incluía a 109 000 muertes por escasez de comida y 183 577 de la gripe española. Pérdidas en el mar fueron al menos de 908 para el Reino Unido y 63 pescadores asesinados por ataques de botes "U-boats".

## Consecuencias
La guerra fue la mayor catástrofe económica y Gran Bretaña pasó de ser el más grande inversor extranjero a ser el mayor deudor, con porcentajes de interés alrededor del 40% del presupuesto nacional. La inflación se dobló entre 1914 a 1920. 
Reparaciones en forma de carbón alemán gratis deprimido la industria local, precipitó la huelga general de 1926 en Reino Unido.  Durante la guerra, las inversiones privadas británicas en el extranjero se vendieron, incrementando la ganancia a £550 000 000. Sin embargo, la nueva inversión de £ 250 000 000 también se llevó a cabo durante la guerra. El resultado financiero neto fue de aproximadamente £300 000 000; |||la inversión de menos de dos años. menos de dos años la inversión||| en comparación con la tasa promedio de antes de la guerra y más que reemplazado por 1928! La pérdida material fue leve; la mayor parte de esto fue reemplazada en 1918 después de la guerra.! El historiador militar Correlli Barnett ha argumentado que "la verdad de la Gran Guerra de ninguna manera dañó la económica de Gran Bretaña", dañando a Gran Bretaña únicamente de manera "psicológica".
Un cambió se produjo en 1919 con el Tratado de Versalles, las colonias de Alemania y el Imperio otomano fueron distribuidos a las potencias aliadas como la sociedad de las naciones el mandatos, con el Reino Unido para obtener el control del mandato británico de Palestina, Mandato Británico de Mesopotamia, partes de Camerún, Togo y Tanganyika. En efecto, el Imperio británico llegó a su apogeo sobre la base de territorio después de la liquidación.

## Pies de nota
1. 1 2 3 4 5  Tucker & Roberts (2005), p 504
2. 1 2   «el la guerra y el rostro cambiante de la sociedad británica». Archivos Nacionales. Consultado el 16 de mayo de 2009.
3. ↑  Gregory (2008); Pennell (2012)
4. ↑  Baker (1921) p 21
5. 1 2 3 4  Trueman, Chris. «Total war». History Learning Site. Archivado desde el original el 20 de mayo de 2009. Consultado el 17 de mayo de 2009.
6. 1 2 3 4   Beckett (2007), pp 394-395
7. 1 2 3 4   Beckett (2007), pp 341-343
8. 1 2 3 4 5 6 7 8  Beckett (2007), pp 455-460
9. ↑  Braybon (1990)
10. ↑  Braybon (2005)
11. 1 2 3 4 5 6 7 8  The War Office (1992), p. 339
12. 1 2 3 4  Mitchell (1931), p 12
13. 1 2  Beckett (2007), p 564
14. 1 2  Pierce (1992), p 5
15. ↑  is Arthur Marwick, The Deluge: British Society and the First World War (1965)
16. 1 2  Beckett (2007), pp 38–9
17. 1 2 3  Beckett (2007), pp 499–500
18. 1 2  Barry McGill, "Asquith's Predicament, 1914–1918," Journal of Modern History (1967) 39#3 pp. 283–303 in JSTOR
19. ↑  John Grigg, Lloyd George: War Leader 1916–1918 (2002) vol 4 pp 1–30
20. ↑  A. J. P. Taylor, English History, 1914–1945 (1965) pp 73–99
21. ↑  A. J. P. Taylor, English History, 1914–1945 (1965) pp 100–106
22. ↑  John Grigg, Lloyd George: Líder de guerra 1916–1918 (2002) vol 4 pp 478–83
23. ↑  Alan J. Ward, "Lloyd George and the 1918 Irish Conscription Crisis," Historical Journal (1974) 17#1 pp. 107–129 in JSTOR
24. ↑  Grigg, Lloyd George vol 4 pp 465–88
25. ↑  John Gooch, "The Maurice Debate 1918," Journal of Contemporary History (1968) 3#4 pp. 211–228 in JSTOR
26. ↑  John Grigg, Lloyd George: War leader, 1916–1918 (London: Penguin, 2002), pp 489–512
27. ↑  A. J. P. Taylor, English History, 1914–1945 (1965) pp 108–11
28. ↑  Trevor Wilson, "The Coupon and the British General Election of 1918," Journal of Modern History, (1964) 36#1 pp. 28–42 in JSTOR
29. ↑  Wilson, The Downfall of the Liberal Party: 1914–1935 (1966) pp 135–85
30. ↑  Nicolson (1952), p 308
31. ↑  «The Royal Family name». Official web site of the British monarchy. Archivado desde el original el 15 de febrero de 2009. Consultado el 8 de mayo de 2009.
32. ↑  Nicolson (195), p 310
33. ↑  [http://www.statutelaw.gov.uk/content.aspx?
LegType=All+Primary&PageNumber=86&NavFrom=2&parentActiveTextDocId=1071411&activetextdocid=1071414 «Titles Deprivation Act 1917»]. office of public sector information. Consultado el 17 de mayo de 2009.
34. ↑  At George's wedding in 1893, The Times dijo que una multitud había confundido a Nicolás con Jorge porque sus barbas y ropas los hacían lucir muy similares (The Times (London) Friday, 7 de julio de 1893, p 5)
35. ↑  Nicolson (1952), p 301
36. ↑  Rose (1983), p 210
37. ↑  Roberts (2000), p 41
38. ↑  Ziegler (1991), p 111
39. ↑  Duke of Windsor (1998), p 140
40. ↑  Imperial War Museum. «Princess Mary's Gift to the Troops, Christmas 1914». archive.iwm.org.uk. Archivado desde el original el 5 de mayo de 2013. Consultado el 7 de abril de 2013.
41. ↑  Thornton-Cook (1977), p.229
42. 1 2   Beckett (2007), p 348
43. ↑  Beckett (2007), Chronology
44. ↑  FitzRoy, Sir William Almeric, Secretario del Consejo Privado (14 de agosto de 1914). Parte 1: Reglas generales (28870). p. 3. Archivado desde el original el 11 de junio de 2011. Consultado el 23 de junio de 2014. «Será legal para que la autoridad naval o militar competente ... (a) Tomar posesión de cualquier tierra ... (b) tomar posesión de cualquier edificio u otra propiedad». Parámetro desconocido |= ignorado (ayuda)
45. ↑  FitzRoy, Sir William Almeric, Secretario del Consejo Privado (14 de agosto de 1914). Parte 2: Reglamentos especialmente diseñados para impedir que las personas se comuniquen con el enemigo ... (28870). p. 4. Archivado desde el original el 11 de junio de 2011. Consultado el 23 de junio de 2014. «Ninguna persona podrá traspasar en ningún ferrocarril, o merodear por debajo o cerca de cualquier puente, viaducto, o alcantarilla, sobre la que un ferrocarril pase». Texto «The London Gazette» ignorado (ayuda)
46. 1 2 3 4 5  Beckett (2007), pp 380-382
47. ↑  FitzRoy, Sir William Almeric, Secretario del Consejo Privado (14 de agosto de 1914). «Parte 2: Reglamentos especialmente diseñados para evitar que las personas se comuniquen con el enemigo ...». The London Gazette (28870): 4. Archivado desde el original el 11 de junio de 2011. Consultado el 23 de junio de 2014. «Ninguna persona ... podrá comunicar cualquier información con respecto al movimiento o disposición de cualquiera de las fuerzas, buques, o material de guerra ... o con respecto a los operaciones de cualquier militar».
48. ↑   Beckett (2007), p 383
49. ↑  «La traición Bill». Hansard. Archivado desde el original el 21 de mayo de 2011. Consultado el 13 de mayo de 2009.
50. ↑  «Ejército Británico: los Consejos de Guerra: Primera Guerra Mundial, 1914-1918». National Archives. Consultado el 16 de mayo de 2009.
51. ↑  Beckett (2007), p 289
52. ↑  Chandler (2003), p 211
53. ↑  Sondhaus (2001), p 161
54. 1 2  «The First World War and the Inter-war years 1914–1939». Royal Navy. Archivado desde el original el 27 de mayo de 2009. Consultado el 14 de mayo de 2009.
55. 1 2  «Batalla de Jutlandia 1916». Royal Navy. Archivado desde el original el 25 de mayo de 2009. Consultado el 21 de mayo de 2009.
56. ↑  «The First World War and the Inter-war years 1914–1939». MOD UK, Royal Navy. Archivado desde el original el 27 de mayo de 2009. Consultado el 21 de mayo de 2009.
57. ↑  Beckett (2007), p 254
58. ↑  «The Royal Air Force History». Royal Air Force. Archivado desde el original el 9 de diciembre de 2010. Consultado el 27 de agosto de 2009.
59. 1 2 3 4 5 6 7 8 9  Beckett (2007), pp 291–5
60. ↑  Professor Hew Strachan. «Britain and World War One, 1901–1918». BBC History. Archivado desde el original el 4 de diciembre de 2008. Consultado el 13 de mayo de 2009.
61. ↑  R. JQ Adams, "La entrega de los Bienes: La validación en el Ministerio de Municiones: 1915-1916."  Albion: A Concerned Quarterly Journal con estudios británicos (1975) 7 º 3 pp: 232-244 p. 238 en JSTOR
62. ↑  (1999), p 266
63. ↑  Alan J., Sala (1974). Lloyd George y el 1918 Irish crisis del reclutamiento. The Historical Journal, vol. XVII, no. 1.
64. ↑  Cahill, Liam (1990). Olvido de revolución: Limerick Soviética, 1919. O'Brien Press. ISBN 978-0-86278-194-1. Archivado desde el original el 12 de febrero de 2004. Consultado el 23 de junio de 2014.
65. ↑  Beckett (2007), p 507
66. ↑  Taylor (2001), p 116
67. ↑  Tucker & Roberts (2005), p 709
68. ↑  Corbett Julian. «Yorkshire Coast, 15 a 16 diciembre, 1914». Historia oficial de la Guerra, Operaciones Navales vol. II. Consultado el 26 de mayo de 2009. disponible en línea.
69. ↑  Massie (2004), pp 309-311
70. ↑  Oficina de Su Majestad de escritorio (1922), pp 674-677
71. ↑  «El daño causado por las redadas alemanas». UK Parliament "Hansard". Archivado desde el original el 30 de septiembre de 2012. Consultado el 13 de mayo de 2009.
72. ↑  «Los ataques alemanes sobre los pueblos». UK Parliament "Hansard". Archivado desde el original el 19 de septiembre de 2011. Consultado el 13 de mayo de 2009.
73. ↑  Tucker, Madera. Murphy (2005), p.193
74. 1 2 3 4 5 6   Beckett (2007), pp 258-261
75. ↑   (1976), pp 50-51
76. ↑   Bourne (2001), p 10
77. ↑  Bourne (2001), p 20
78. ↑  «Aire Raids». Nacional Archives. Consultado el 17 de mayo de 2009.
79. 1 2 3 4   «El espionaje, la propaganda y la censura». Nacional Archives. Consultado el 17 de mayo de 2009.
80. ↑  "The Times, Londres, 22 de agosto, 1916, p 3
81. 1 2 3   Paddock (2004), p 22
82. ↑  McCreery (2005), pp 26 - 27
83. ↑  Paddock (2004), p 24
84. ↑   (2004), p 16
85. ↑   (2004), p 34
86. ↑  [http:/ / www.time.com/time/archive/preview/0, 10987,761998,00 HTML Semanarios Guerra].  Time. 25 de septiembre de 1939. Consultado el 12 de junio de 2009.
87. ↑  Cryer (2009), p 188
88. ↑   (2003), p 390
89. ↑  The Times on 21 September 1914.
90. ↑  Singh, Anita (13 de febrero de 2009). Vera Brittain ser tema para la película. London:  Daily Telegraph. Consultado el 18 de mayo de 2009.
91. ↑  William Ashworth,Una historia económica de Inglaterra, 1870-1939 (1960) pp 265-84.
92. ↑  Tom Kington. «Recruited por el MI5: el nombre de Mussolini. Benito Mussolini».
93. ↑  David Stevenson (2011). de espaldas a la pared:. Victoria y derrota en 1918. Harvard UP. p. 370.
94. ↑  Niall Ferguson, La Pity of War (1998) p 249
95. ↑   Steven Lobell, "La economía política de la guerra de Movilización: Desde la británica Sociedad de Responsabilidad Limitada de un Compromiso de Continental, " Política Internacional (2006) 43 º 3 pp 283-304
96. ↑  M. J. Daunton, "¿Cómo pagar la guerra?: Estado, sociedad y Fiscalidad en el Reino Unido, 1917-1924," Inglés Historical Review (1996) 111 # 443 pp 882-919 en JSTOR
97. ↑   T. Balderston, "finanzas guerra y la inflación en Gran Bretaña y Alemania, 1914-1918," Economic History Review (1989) 42 º 2 p p 222-244. en JSTOR
98. ↑   BR Mitchell, Extracto de British Historical Statistics (1962) p 371
99. ↑  Gail Braybon,Mujeres Trabajadoras en la Primera Guerra Mundial:La experiencia británica (1990)
100. ↑   Samuel J. Hurwitz, (1949). La Intervención del Estado en Gran Bretaña: Estudio de Control Económico y Respuesta Social, 1914-1919. pp. 12-29.
101. ↑  Condell y Liddiard (1987), p 18
102. ↑  Palmer (1992), pp 355-356
103. ↑  Bentley Gilbert, David Lloyd George:. Organizador de la Victoria 1912-1916 (1992), pp 209-50
104. ↑  John Grigg, Lloyd George: De la paz a la guerra 1912-1916 (1985) pp 223-56
105. ↑  «la guerra y el rostro cambiante de la sociedad británica». Los Archivos Nacionales. Consultado el 16 de mayo de 2009.
106. ↑  Beckett (2007), p 366
107. ↑  Beckett (2007), p 369
108. ↑  Harold F. Williamson, La industria del American Petroleum:. La Era de la Energía 1899 - 1959 (1963) 2:267
109. ↑   Daniel Yergin, El Premio:. La búsqueda épica para el aceite, dinero y energía (1991), pp 176-77
110. ↑  Ronald W. Ferrier; J. H. Bamberg (1982). The History of the British Petroleum Company: Volume 1, The Developing Years, 1901-1932. Cambridge UP. pp. A-13.
111. 1 2  profesora Joanna Bourke. . shtml «Las mujeres en el frente en la Primera Guerra Mundial». Consultado el 13 de mayo de 2009.
112. ↑  profesor Joanna Bourke. british/britain_wwone/women_combatants_01.shtml «las mujeres y los militares durante la Primera Guerra Mundial». Consultado el 13 de mayo de 2009.
113. 1 2 3   Fraser (1918)
114. ↑  Derecho (1997), p 115
115. ↑  The Times, 25 November 1918.
116. 1 2  Gilbert (1994), pp 674–678
117. 1 2  Gilbert (1994), p 78
118. 1 2  C. M. M. Macdonald and E. W. McFarland, eds, Scotland and the Great War (Edinburgh: Tuckwell Press, 1999)
119. ↑  I. F. W. Beckett and K. R. Simpson, eds. A Nation in Arms: a Social Study of the British Army in the First World War (Manchester: Manchester University Press, 1985) p. 11.
120. ↑  R. A. Houston and W. W. Knox, eds, The New Penguin History of Scotland (London: Penguin, 2001),  p. 426.
121. 1 2 3  B. Lenman and J., Mackie, A History of Scotland (London: Penguin, 1991)
122. ↑  D. Coetzee, "A life and death decision: the influence of trends in fertility, nuptiality and family economies on voluntary enlistment in Scotland, August 1914 to December 1915", Family and Community History, Nov 2005, vol. 8 (2), pp. 77–89.
123. ↑  J. Buchanan, Scotland (Langenscheidt, 3rd edn., 2003), p. 49.
124. ↑  Bruce Lenman, An Economic History of Modern Scotland: 1660–1976 (1977) pp 206–14
125. 1 2  «Inflation value of the Pound». House of Commons. Archivado desde el original el 19 de abril de 2009. Consultado el 16 de mayo de 2009.
126. ↑  Taylor (2001), p 123
127. ↑  Taylor (2001), p 122
128. ↑  Barnett (2002), pp 424–426
129. ↑  Ferguson (2004), p 315
130. ↑   Olson (1996), p 658

### Política y realeza
- Adams, R. J. Q. (1999). Bonar Law. Stanford University Press. ISBN 978-0-8047-3716-6. Available on Google books.
- Bourne, J M (2001). Who's who in World War One. Routledge. ISBN 0-415-14179-6.
- Bradford, Sarah (1989). King George VI. London: Weidenfeld & Nicolson. ISBN 0-297-79667-4.
- Gilbert, Bentley. David Lloyd George: Organizer of Victory 1912-1916 (1992)
- Grigg, John. Lloyd George: From Peace to War 1912-1916 (1985)
- Grigg, John. Lloyd George: War Leader 1916-1918 (2002)
- Hennessey, Thomas (1998). Dividing Ireland, World War I and Partition, The Irish Convention and Conscription. Routledge. ISBN 0-415-17420-1.
- Nicolson, Sir Harold (1952). King George the Fifth: His Life and Reign. London: Constable and Co. ISBN 978-0-09-453181-9.
- Paddock, Troy R E (2004). A call to arms: propaganda, public opinion, and newspapers in the Great War. Greenwood Publishing Group. ISBN 0-275-97383-2.
- Pennell, Catriona (2012). A Kingdom United: Popular Responses to the Outbreak of the First World War in Britain and Ireland. Oxford University Press. ISBN 978-0-19-959058-2.
- Pope-Hennessy, James (1959). Queen Mary. London: George Allen and Unwin, Ltd. ISBN 1-84212-032-8.
- Roberts, Andrew (2000). The House of Windsor. London: Cassell and Co. ISBN 0-520-22803-0.
- Rose, Kenneth (1983). King George V. London: Weidenfeld & Nicolson. ISBN 0-297-78245-2.
- Thornton-Cook, Elsie (1977). Royal Marys, Princess Mary and Her Predecessors. Ayer Publishing. ISBN 0-8369-0940-2.
- Turner, John. British Politics and the Great War: Coalition and Conflict 1915–1918 (1992)
- Ziegler, Philip (1991). King Edward VIII: The official biography. New York: Alfred A. Knopf. ISBN 0-7509-2747-X.

### Imperio
- Beaumont, Joan (1995). Australia's War, 1914–1918. St Leonards: Allen & Unwin. ISBN 1-86373-461-9.
- McCreery, Christopher (2005). The Order of Canada. University of Toronto Press. ISBN 0-8020-3940-5. Available on Google books.
- Olson, James (1996). Historical Dictionary of the British Empire. Greenwood Publishing Group. ISBN 0-313-29366-X.
- Morrow, John Howard (2005). The Great War: An Imperial History. Routledge. ISBN 0-415-20440-2.
- Pierce, John (Spring 1992). «Constructing Memory: The Vimy Memorial» (PDF). Canadian Military History 1 (1–2): 5-14. Archivado desde el original el 5 de marzo de 2009. Consultado el 17 de mayo de 2009.

### Economía
- Adams, R. J. Q.  "Delivering the Goods: Reappaising the Ministry of Munitions: 1915-1916." Albion: A Quarterly Journal Concerned with British Studies (1975) 7#3 pp: 232-244  in JSTOR
- Adams, R. J. Q. Arms and the Wizard: Lloyd George and the Ministry of Munitions.  (1978)
- Ashworth, William. An Economic History of England, 1870-1939 (1960)
- Baker, Charles Whiting (1921). Government control and operation of industry in Great Britain and the United States during the World War. New York: Oxford University Press. Consultado el 18 de mayo de 2009. As available from Archive.org.
- Barnett, Correlli (2002). The Collapse of British Power. Pan books. ISBN 0-330-49181-4.
- Hancock, W.K. and M. M. Gowing. British War Economy (1949) pp 3–40
- Hurwitz, Samuel J. (1949; reprint 2013). State Intervention in Great Britain: Study of Economic Control and Social Response, 1914-1919. Routledge.

### Mujer, sociedad y cultura
- Braybon, Gail (1990). Women Workers in the First World War: The British Experience. London: Routledge.
- Condell, Diana; Liddiard, Jean (1987). Working for victory?: images of women in the First World War, 1914–18. Routledge. ISBN 0-7102-0974-6. Available on Google books.
- Cryer, Max (2009). Love Me Tender: The Stories Behind the World's Best-loved Songs. Frances Lincoln ltd. ISBN 0-7112-2911-2.
- Gregory, Adrian (2008). «The Last Great War: British Society and the First World War». Internet Archive (Cambridge). Consultado el 13 de mayo de 2009.
- Law, Cheryl (1997). Suffrage and power: the women's movement, 1918–1928. I.B. Tauris. ISBN 1-86064-201-2. Available on Google books.
- Marwick, Arthur (1965) The Deluge: British Society and the First World War, New York: Atlantic-Little Brown (Norton Library paperback, New York 1970: W.W. Norton & Co.  ISBN 0-393-00523-2)
- Peel, Mrs. C.S. (Dorothy Constance) (1929) How We Lived Then, 1914–1918: a Sketch of Social and Domestic Life in England during the War, London: Bodley Head
- Shepherd, J (2003). Continuum Encyclopedia of Popular Music of the World: Media, Industry and Society v.1: Media, Industry and Society Vol 1. Continuum International Publishing Group Ltd. ISBN 0-8264-6321-5.

### Historiografía
- Braybon, Gail (2005). Evidence, History and the Great War: Historians and the Impact of 14-18. Berghahn Books. ISBN 978-1-57181-801-0.